# Liste der denkmalgeschützten Objekte in Braunau am Inn
Die Liste der denkmalgeschützten Objekte in Braunau am Inn enthält die 251 denkmalgeschützten, unbeweglichen Objekte der Stadt Braunau am Inn im Bezirk Braunau am Inn.

## Denkmäler
| Foto |                 | Denkmal | Standort                                                | Beschreibung | Metadaten |
| ---- | --------------- | --- | ------------------------------------------------------- | --- | --- |
| ja   | Datei hochladen | Schüttkasten, Ehemaliger Magazinstadel HERIS-ID: 41248 Objekt-ID: 41725 | Altstadt 1 Standort KG: Braunau am Inn                  | | BDA-Hist.: Q37998856 Status: Bescheid Stand der BDA-Liste: 2025-06-30 Name: Schüttkasten, Ehemaliger Magazinstadel GstNr.: .50/3 Altstadt 1 (Braunau am Inn) |
| ja   | Datei hochladen | Mauern, Teil der mittelalterlichen Stadtbefestigung HERIS-ID: 37682 Objekt-ID: 36902 | Altstadt 2 Standort KG: Braunau am Inn                  | Die erhaltenen Festungsmauern entlang der Enknach und des Inns wurden im 17. Jahrhundert errichtet. | BDA-Hist.: Q37976691 Status: Bescheid Stand der BDA-Liste: 2025-06-30 Name: Mauern, Teil d. ma. Stadtbefestigung GstNr.: 799 City wall of Braunau am Inn |
| ja   | Datei hochladen | Bürgerhaus HERIS-ID: 41249 Objekt-ID: 41726 | Altstadt 2 Standort KG: Braunau am Inn                  | | BDA-Hist.: Q37998868 Status: Bescheid Stand der BDA-Liste: 2025-06-30 Name: Bürgerhaus GstNr.: .65 Altstadt 2 (Braunau) |
| ja   | Datei hochladen | Bürgerhaus HERIS-ID: 41250 Objekt-ID: 41727 | Altstadt 4 Standort KG: Braunau am Inn                  | | BDA-Hist.: Q37998876 Status: Bescheid Stand der BDA-Liste: 2025-06-30 Name: Bürgerhaus GstNr.: .66 Altstadt 4 (Braunau) |
| ja   | Datei hochladen | Mauern, Teil der mittelalterlichen Stadtbefestigung HERIS-ID: 37683 Objekt-ID: 36903 | Altstadt 4 Standort KG: Braunau am Inn                  | Die erhaltenen Festungsmauern entlang der Enknach und des Inns wurden im 17. Jahrhundert errichtet. | BDA-Hist.: Q37976697 Status: Bescheid Stand der BDA-Liste: 2025-06-30 Name: Mauern, Teil d. ma. Stadtbefestigung GstNr.: 8 City wall of Braunau am Inn |
| ja   | Datei hochladen | Bürgerhaus HERIS-ID: 41251 Objekt-ID: 41728 | Altstadt 5 Standort KG: Braunau am Inn                  | | BDA-Hist.: Q37998884 Status: Bescheid Stand der BDA-Liste: 2025-06-30 Name: Bürgerhaus GstNr.: .50/1 Altstadt 5 (Braunau am Inn) |
| ja   | Datei hochladen | Bürgerhaus, Ehemaliges Cantor- oder Musikantenhaus HERIS-ID: 41252 Objekt-ID: 41729 | Altstadt 6 Standort KG: Braunau am Inn                  | | BDA-Hist.: Q37998897 Status: Bescheid Stand der BDA-Liste: 2025-06-30 Name: Bürgerhaus, Ehemaliges Cantor- oder Musikantenhaus GstNr.: .67 Altstadt 6 (Braunau) |
| ja   | Datei hochladen | Mauern, Teil der mittelalterlichen Stadtbefestigung HERIS-ID: 37684 Objekt-ID: 36904 | Altstadt 6 Standort KG: Braunau am Inn                  | Die erhaltenen Festungsmauern entlang der Enknach und des Inns wurden im 17. Jahrhundert errichtet. | BDA-Hist.: Q37976703 Status: Bescheid Stand der BDA-Liste: 2025-06-30 Name: Mauern, Teil d. ma. Stadtbefestigung GstNr.: 9 City wall of Braunau am Inn |
| ja   | Datei hochladen | Mauern, Teil der mittelalterlichen Stadtbefestigung HERIS-ID: 37685 Objekt-ID: 36905 | Altstadt 8 Standort KG: Braunau am Inn                  | Die erhaltenen Festungsmauern entlang der Enknach und des Inns wurden im 17. Jahrhundert errichtet. | BDA-Hist.: Q37976708 Status: Bescheid Stand der BDA-Liste: 2025-06-30 Name: Mauern, Teil d. ma. Stadtbefestigung GstNr.: 10 City wall of Braunau am Inn |
| ja   | Datei hochladen | Bürgerhaus HERIS-ID: 41253 Objekt-ID: 41730 | Altstadt 8 Standort KG: Braunau am Inn                  | | BDA-Hist.: Q37998919 Status: Bescheid Stand der BDA-Liste: 2025-06-30 Name: Bürgerhaus GstNr.: .68 Altstadt 8 (Braunau) |
| ja   | Datei hochladen | Alte Herzogsburg, Bezirksmuseum Braunau HERIS-ID: 41254 Objekt-ID: 41731 | Altstadt 10 Standort KG: Braunau am Inn                 | Seit der Biedermeierzeit wird das Haus als „Herzogsburg“ bezeichnet. 1968 wurde es von der Stadtgemeinde Braunau angekauft. Die Räume im Untergeschoß besitzen mächtige Tonnengewölbe. Die Räume in den drei Obergeschoßen tragen massive Holzdecken mit starken Tramen. | BDA-Hist.: Q37998930 Status: Bescheid Stand der BDA-Liste: 2025-06-30 Name: Alte Herzogsburg, Bezirksmuseum Braunau GstNr.: .69/1, .69/2 Altstadt 10 (Braunau) |
| ja   | Datei hochladen | Bürgerhaus HERIS-ID: 41255 Objekt-ID: 41732 | Altstadt 12 Standort KG: Braunau am Inn                 | | BDA-Hist.: Q37998940 Status: Bescheid Stand der BDA-Liste: 2025-06-30 Name: Bürgerhaus GstNr.: .70 Altstadt 12 (Braunau) |
| ja   | Datei hochladen | Mauern, Teil der mittelalterlichen Stadtbefestigung HERIS-ID: 37686 Objekt-ID: 36906 | Altstadt 12 Standort KG: Braunau am Inn                 | Die erhaltenen Festungsmauern entlang der Enknach und des Inns wurden im 17. Jahrhundert errichtet. | BDA-Hist.: Q37976717 Status: Bescheid Stand der BDA-Liste: 2025-06-30 Name: Mauern, Teil d. ma. Stadtbefestigung GstNr.: .70 City wall of Braunau am Inn |
| ja   | Datei hochladen | Mauern, Teil der mittelalterlichen Stadtbefestigung HERIS-ID: 37687 Objekt-ID: 36907 | Altstadt 14 Standort KG: Braunau am Inn                 | Die erhaltenen Festungsmauern entlang der Enknach und des Inns wurden im 17. Jahrhundert errichtet. | BDA-Hist.: Q37976728 Status: Bescheid Stand der BDA-Liste: 2025-06-30 Name: Mauern, Teil d. ma. Stadtbefestigung GstNr.: .71 City wall of Braunau am Inn |
| ja   | Datei hochladen | Bürgerhaus HERIS-ID: 41256 Objekt-ID: 41733 | Altstadt 14 Standort KG: Braunau am Inn                 | | BDA-Hist.: Q37998953 Status: Bescheid Stand der BDA-Liste: 2025-06-30 Name: Bürgerhaus GstNr.: .71 Altstadt 14 (Braunau) |
| ja   | Datei hochladen | Mauern, Teil der mittelalterlichen Stadtbefestigung HERIS-ID: 37688 Objekt-ID: 36908 | Altstadt 16 Standort KG: Braunau am Inn                 | Die erhaltenen Festungsmauern entlang der Enknach und des Inns wurden im 17. Jahrhundert errichtet. 1957 wurde zwischen den Häusern Altstadt 16 und Kirchenplatz 10 eine Treppenöffnung in die Stadtmauer eingebracht und entlang der Nordseite der ehemaligen Friedhofbastion zum Hochwasserdamm hinabgeführt. Die Stiege wurde nach dem Historiker Eduard Kriechbaum benannt. | BDA-Hist.: Q37976739 Status: Bescheid Stand der BDA-Liste: 2025-06-30 Name: Mauern, Teil d. ma. Stadtbefestigung GstNr.: 17 City wall of Braunau am Inn |
| ja   | Datei hochladen | Hörlhaus, ehemalig 'In der Scheiben, bei der Friedhofsmauer' HERIS-ID: 37689 Objekt-ID: 36909 | Altstadt 16 Standort KG: Braunau am Inn                 | Das Hörlhaus an der Stadtmauer stammt im Kern aus der Stadtgründungsphase und blieb im Erscheinungsbild des 15. Jahrhunderts weitgehend erhalten. Der ursprünglich freistehende Kernbau des 14. Jahrhunderts wurde Mitte des 15. Jahrhunderts zusammen mit der Hoffläche und dem aus dem 13. Jahrhundert stammenden Stadtmauerabschnitt vollständig überbaut. Aus dieser Zeit stammt auch die Dachkonstruktion. Innerhalb des Gebäudes ist noch der ehemalige Wehrgang der Stadtmauer erkennbar. 1889/1890 wurde das Haus von der Familie Hitler bewohnt. | BDA-Hist.: Q37976750 Status: Bescheid Stand der BDA-Liste: 2025-06-30 Name: Hörlhaus, ehem. 'In der Scheiben, bei der Friedhofsmauer' GstNr.: .72 Altstadt 16 (Braunau) |
| ja   | Datei hochladen | Ehemaliges städtisches Mitterbad HERIS-ID: 44309 Objekt-ID: 45087 | Am Berg 1 Standort KG: Braunau am Inn                   | Das Mitterbad, eines von drei Badhäuser der Stadt, diente vor allem den reichen Bürgern als Badhaus. | BDA-Hist.: Q38007994 Status: Bescheid Stand der BDA-Liste: 2025-06-30 Name: Ehemaliges städtisches Mitterbad GstNr.: .241 Am Berg 01 (Braunau) |
| ja   | Datei hochladen | Bürgerhaus HERIS-ID: 58326 Objekt-ID: 68892 | Am Berg 2 Standort KG: Braunau am Inn                   | | BDA-Hist.: Q38082276 Status: Bescheid Stand der BDA-Liste: 2025-06-30 Name: Bürgerhaus GstNr.: .239/1 Am Berg 02 (Braunau) |
| ja   | Datei hochladen | Bürgerhaus HERIS-ID: 58327 Objekt-ID: 68893 | Am Berg 3 Standort KG: Braunau am Inn                   | | BDA-Hist.: Q38082287 Status: Bescheid Stand der BDA-Liste: 2025-06-30 Name: Bürgerhaus GstNr.: .238 Am Berg 03 (Braunau) |
| ja   | Datei hochladen | Wohnhaus, Ehemaliges Handwerkerhaus HERIS-ID: 58328 Objekt-ID: 68894 | Am Berg 4 Standort KG: Braunau am Inn                   | | BDA-Hist.: Q38082299 Status: Bescheid Stand der BDA-Liste: 2025-06-30 Name: Wohnhaus, Ehemaliges Handwerkerhaus GstNr.: .236 Am Berg 04 (Braunau) |
| ja   | Datei hochladen | Kaplanbehausung auf dem Berg HERIS-ID: 58329 Objekt-ID: 68895 | Berggasse 4 Standort KG: Braunau am Inn                 | | BDA-Hist.: Q38082313 Status: Bescheid Stand der BDA-Liste: 2025-06-30 Name: Kaplanbehausung auf dem Berg GstNr.: .319 Berggasse 4 (Braunau am Inn) |
| ja   | Datei hochladen | Bürgerhaus HERIS-ID: 58330 Objekt-ID: 68896 | Berggasse 8 Standort KG: Braunau am Inn                 | | BDA-Hist.: Q38082323 Status: Bescheid Stand der BDA-Liste: 2025-06-30 Name: Bürgerhaus GstNr.: .320 Berggasse 8 (Braunau) |
| ja   | Datei hochladen | Wohnhaus HERIS-ID: 58331 Objekt-ID: 68897 | Berggasse 9 Standort KG: Braunau am Inn                 | | BDA-Hist.: Q38082334 Status: Bescheid Stand der BDA-Liste: 2025-06-30 Name: Wohnhaus GstNr.: .235 |
| ja   | Datei hochladen | Wohnhaus, Ehemaliges Handwerkerhaus HERIS-ID: 58332 Objekt-ID: 68898 | Berggasse 10 Standort KG: Braunau am Inn                | | BDA-Hist.: Q38082345 Status: Bescheid Stand der BDA-Liste: 2025-06-30 Name: Wohnhaus, Ehemaliges Handwerkerhaus GstNr.: .321 Berggasse 10 (Braunau) |
| ja   | Datei hochladen | Bürgerhaus HERIS-ID: 58333 Objekt-ID: 68899 | Berggasse 12 Standort KG: Braunau am Inn                | | BDA-Hist.: Q38082355 Status: Bescheid Stand der BDA-Liste: 2025-06-30 Name: Bürgerhaus GstNr.: .322 Berggasse 12 (Braunau) |
| ja   | Datei hochladen | Bürgerhaus HERIS-ID: 58334 Objekt-ID: 68900 | Berggasse 13 Standort KG: Braunau am Inn                | | BDA-Hist.: Q38082375 Status: Bescheid Stand der BDA-Liste: 2025-06-30 Name: Bürgerhaus GstNr.: .233 Berggasse 13 (Braunau) |
| ja   | Datei hochladen | Wohnhaus, Ehemaliges Handwerkerhaus HERIS-ID: 58335 Objekt-ID: 68901 | Berggasse 15 Standort KG: Braunau am Inn                | | BDA-Hist.: Q38082385 Status: Bescheid Stand der BDA-Liste: 2025-06-30 Name: Wohnhaus, Ehemaliges Handwerkerhaus GstNr.: .232/1 Berggasse 15 (Braunau) |
| ja   | Datei hochladen | Bürgerhaus HERIS-ID: 58336 Objekt-ID: 68902 | Berggasse 18 Standort KG: Braunau am Inn                | | BDA-Hist.: Q38082397 Status: Bescheid Stand der BDA-Liste: 2025-06-30 Name: Bürgerhaus GstNr.: .340 Berggasse 18 (Braunau) |
| ja   | Datei hochladen | Haus auf der Stelzen HERIS-ID: 58337 Objekt-ID: 68903 | Berggasse 20 Standort KG: Braunau am Inn                | | BDA-Hist.: Q38082410 Status: Bescheid Stand der BDA-Liste: 2025-06-30 Name: Haus auf der Stelzen GstNr.: .341 Berggasse 20 (Braunau) |
| ja   | Datei hochladen | Wohnhaus, Ehemaliger Türkenstadl HERIS-ID: 58338 Objekt-ID: 68904 | Berggasse 22 Standort KG: Braunau am Inn                | | BDA-Hist.: Q38082422 Status: Bescheid Stand der BDA-Liste: 2025-06-30 Name: Wohnhaus, Ehemaliger Türkenstadl GstNr.: .343 Berggasse 22 (Braunau) |
| ja   | Datei hochladen | Wohnhaus, ehemaliges „Eckhaus bei der Stadtringmauer“ HERIS-ID: 58339 Objekt-ID: 68905 | Berggasse 24 Standort KG: Braunau am Inn                | | BDA-Hist.: Q38082434 Status: Bescheid Stand der BDA-Liste: 2025-06-30 Name: Wohnhaus, ehem. „Eckhaus bei der Stadtringmauer“ GstNr.: .344 Berggasse 24 (Braunau) |
| ja   | Datei hochladen | Gramüllersche Behausung HERIS-ID: 58318 Objekt-ID: 68884 | Färbergasse 3 Standort KG: Braunau am Inn               | | BDA-Hist.: Q38082183 Status: Bescheid Stand der BDA-Liste: 2025-06-30 Name: Gramüllersche Behausung GstNr.: .251 |
| ja   | Datei hochladen | Wohnhaus, Ehemaliges Handwerkerhaus HERIS-ID: 58319 Objekt-ID: 68885 | Färbergasse 5 Standort KG: Braunau am Inn               | | BDA-Hist.: Q38082195 Status: Bescheid Stand der BDA-Liste: 2025-06-30 Name: Wohnhaus, Ehemaliges Handwerkerhaus GstNr.: .250 |
| ja   | Datei hochladen | Bürgerhaus HERIS-ID: 58320 Objekt-ID: 68886 | Färbergasse 6 Standort KG: Braunau am Inn               | | BDA-Hist.: Q38082208 Status: Bescheid Stand der BDA-Liste: 2025-06-30 Name: Bürgerhaus GstNr.: .256 |
| ja   | Datei hochladen | Bürgerhaus HERIS-ID: 57433 Objekt-ID: 67479 | Färbergasse 7 Standort KG: Braunau am Inn               | Bei dem Gebäude in der Färbergasse 7 handelt es sich um ein barockes Handwerkerhaus. | BDA-Hist.: Q38076427 Status: Bescheid Stand der BDA-Liste: 2025-06-30 Name: Bürgerhaus GstNr.: .248 |
| ja   | Datei hochladen | Wohnhaus HERIS-ID: 58321 Objekt-ID: 68887 | Färbergasse 8 Standort KG: Braunau am Inn               | | BDA-Hist.: Q38082217 Status: Bescheid Stand der BDA-Liste: 2025-06-30 Name: Wohnhaus GstNr.: .255 |
| ja   | Datei hochladen | Ehem. Haus am Graben in der sogenannten Gruft nächst dem Bach, ehemaliges Färberhaus HERIS-ID: 58322 Objekt-ID: 68888 | Färbergasse 9 Standort KG: Braunau am Inn               | | BDA-Hist.: Q38082230 Status: Bescheid Stand der BDA-Liste: 2025-06-30 Name: Ehem. Haus am Graben in der sog. Gruft nächst dem Bach, ehem. Färberhaus GstNr.: .247 |
| ja   | Datei hochladen | Krampelsitzerhaus HERIS-ID: 58323 Objekt-ID: 68889 | Färbergasse 10 Standort KG: Braunau am Inn              | | BDA-Hist.: Q38082242 Status: Bescheid Stand der BDA-Liste: 2025-06-30 Name: Krampelsitzerhaus GstNr.: .254 |
| ja   | Datei hochladen | Wohnhaus HERIS-ID: 58325 Objekt-ID: 68891 | Färbergasse 11 Standort KG: Braunau am Inn              | | BDA-Hist.: Q38082265 Status: Bescheid Stand der BDA-Liste: 2025-06-30 Name: Wohnhaus GstNr.: .245 |
| ja   | Datei hochladen | Wohnhaus „nächst dem Berghaus“ HERIS-ID: 58324 Objekt-ID: 68890 | Färbergasse 12 Standort KG: Braunau am Inn              | | BDA-Hist.: Q38082255 Status: Bescheid Stand der BDA-Liste: 2025-06-30 Name: Wohnhaus „nächst dem Berghaus“ GstNr.: .253 Färbergasse 12 (Braunau am Inn) |
| ja   | Datei hochladen | ehemaliges Vorderbad HERIS-ID: 44310 Objekt-ID: 45088 | Färbergasse 13 Standort KG: Braunau am Inn              | Der Badebetrieb ist zum Ende des 15. Jahrhunderts nachgewiesen und wurde um 1800 beendet. Heute (Stand 2014) ist im Kellergeschoß ein Bademuseum. Die oberen Geschoße stehen in der Nutzung vom Stadtarchiv Braunau am Inn. | BDA-Hist.: Q1639055 Status: Bescheid Stand der BDA-Liste: 2025-06-30 Name: ehem. Vorderbad GstNr.: .242/1 Badeanlage, Vorderbad, Braunau am Inn |
| ja   | Datei hochladen | Friedhof HERIS-ID: 99872 Objekt-ID: 116045 | gegenüber Friedhofstraße 33 Standort KG: Braunau am Inn | Um 1900 wurde der Braunauer Stadtfriedhof angelegt, um den alten Friedhof in der Innenstadt abzulösen. Aus dieser Zeit stammt auch die Aufbahrungshalle, die im Laufe der Zeit mehrfach erweitert wurde. Zudem sind einige Gruften und Gräber aus der Gründungszeit erhalten. | BDA-Hist.: Q37774930 Status: § 2a Stand der BDA-Liste: 2025-06-30 Name: Friedhof GstNr.: 329 Friedhof Braunau |
| ja   | Datei hochladen | Gruftkapelle HERIS-ID: 91566 Objekt-ID: 106358 | Friedhofstraße Standort KG: Braunau am Inn              | Die Gruftkapelle wurde für die Familie Scheffelmann erbaut und ist mit 1901 bezeichnet. Die hohe neogotische Giebelkapelle hat einen Glockengiebel und ein dekoratives Firstgitter auf dem abgewalmten Satteldach; an der Fassade Putzquaderung, runde Nischenfelder mit Reliefbüsten Engel und Christus Salvator sowie ein plastischer Zickzackfries unter dem Kranzgesims; neogotische gekuppelte Spitzbogenfenster auf Säulchen. Die Gittertür stammt aus der Bauzeit. Der bunt ausgemalte Innenraum hat ein Kreuzrippengewölbe, die Buntglasfenster zeigen figürliche Darstellungen Maria im Ährenkleid und hl. Nonne mit Kirchenmodell (ev. Hemma) sowie hll. Josef und Anna(?). Neogotisches Grabmal für Crescentia Scheffelmann (gestorben 1883) mit spitzbogiger Inschrifttafel aus schwarzem Marmor; weitere Gedenktafeln des 20. Jahrhunderts. Die Grabeinfriedung hinter der Kapelle hat ein bemerkenswertes Gitter mit Blumendekor. | BDA-Hist.: Q37755911 Status: § 2a Stand der BDA-Liste: 2025-06-30 Name: Gruftkapelle GstNr.: 329 Friedhof Braunau |
| ja   | Datei hochladen | Friedhofskapelle HERIS-ID: 91396 Objekt-ID: 106161 | Friedhofstraße Standort KG: Braunau am Inn              | Die Friedhofskapelle wurde wohl um 1785 erbaut. Der spätbarocke/frühklassizistische Zentralbau hat ein Glockendach, die Rechteckfenster stecken in rundbogigen Blendnischen. An der Eingangsfront befindet sich ein Segmentbogentor in ädikulaartiger Rahmung mit korinthisierenden Pilastern und Dreiecksgiebel über dem Gebälk, das Rokokogitter stammt aus der Zeit um 1760 und ist wahrscheinlich zweitversetzt. Der gerundete Innenraum hat ein kuppeliges Gewölbe mit rundem Stuckrahmenfeld und strahlenförmigen Stuckbändern, an der Altarwand ein erneuertes Bild der Auferstehung Christi. Mehrere Gedenktafeln für Priester und Mesner aus dem 19. und 20. Jahrhundert. | BDA-Hist.: Q37754948 Status: § 2a Stand der BDA-Liste: 2025-06-30 Name: Friedhofskapelle GstNr.: 329 Friedhof Braunau |
| ja   | Datei hochladen | Gruftanlage Fink HERIS-ID: 59954 Objekt-ID: 71660 | Friedhofstraße 24 Standort KG: Braunau am Inn           | Anmerkung: Grab 645 | BDA-Hist.: Q38089320 Status: Bescheid Stand der BDA-Liste: 2025-06-30 Name: Gruftanlage Fink GstNr.: 329 Friedhof Braunau |
| ja   | Datei hochladen | Bürgerhaus HERIS-ID: 46435 Objekt-ID: 48450 | Hans Steininger-Gasse 10 Standort KG: Braunau am Inn    | Das Vorstadthaus in der Steininger-Gasse 10 wurde 1751 als Haus eines Webers erstmals genannt, hat aber wohl einen Kern aus dem 16. Jahrhundert. Im Erdgeschoß befinden sich parallel angeordnete Werkstatt- und Flurgewölbe, die für lokale Wohn- und Handwerksgebäude aus dieser Epoche typisch sind. | BDA-Hist.: Q38021539 Status: Bescheid Stand der BDA-Liste: 2025-06-30 Name: Bürgerhaus GstNr.: .275 Hans-Steininger-Gasse 10 |
| ja   | Datei hochladen | Bürgerhaus HERIS-ID: 41257 Objekt-ID: 41734 | Johann Fischer-Gasse 3 Standort KG: Braunau am Inn      | | BDA-Hist.: Q37998965 Status: Bescheid Stand der BDA-Liste: 2025-06-30 Name: Bürgerhaus GstNr.: .25/2 Johann-Fischer-Gasse 3 (Braunau am Inn) |
| ja   | Datei hochladen | Bürgerhaus HERIS-ID: 41258 Objekt-ID: 41735 | Johann Fischer-Gasse 4 Standort KG: Braunau am Inn      | Das Gebäude in der Johann Fischer-Gasse 4 ist ein spätbarockes Wohnhaus. | BDA-Hist.: Q37998976 Status: Bescheid Stand der BDA-Liste: 2025-06-30 Name: Bürgerhaus GstNr.: .22 Johann-Fischer-Gasse 4 (Braunau am Inn) |
| ja   | Datei hochladen | Bürgerhaus HERIS-ID: 41259 Objekt-ID: 41736 | Johann Fischer-Gasse 5 Standort KG: Braunau am Inn      | | BDA-Hist.: Q37998989 Status: Bescheid Stand der BDA-Liste: 2025-06-30 Name: Bürgerhaus GstNr.: .24 Johann-Fischer-Gasse 5 (Braunau am Inn) |
| ja   | Datei hochladen | Bürgerhaus HERIS-ID: 41260 Objekt-ID: 41737 | Johann Fischer-Gasse 6 Standort KG: Braunau am Inn      | | BDA-Hist.: Q37999001 Status: Bescheid Stand der BDA-Liste: 2025-06-30 Name: Bürgerhaus GstNr.: .19/2 Johann-Fischer-Gasse 6 (Braunau am Inn) |
| ja   | Datei hochladen | Bürgerhaus HERIS-ID: 41261 Objekt-ID: 41738 | Johann Fischer-Gasse 7 Standort KG: Braunau am Inn      | | BDA-Hist.: Q37999011 Status: Bescheid Stand der BDA-Liste: 2025-06-30 Name: Bürgerhaus GstNr.: .23/2 Johann-Fischer-Gasse 7 (Braunau am Inn) |
| ja   | Datei hochladen | Bürgerhaus HERIS-ID: 41262 Objekt-ID: 41739 | Johann Fischer-Gasse 8 Standort KG: Braunau am Inn      | | BDA-Hist.: Q37999018 Status: Bescheid Stand der BDA-Liste: 2025-06-30 Name: Bürgerhaus GstNr.: .56 Johann-Fischer-Gasse 8 (Braunau am Inn) |
| ja   | Datei hochladen | Bürgerhaus HERIS-ID: 41263 Objekt-ID: 41740 | Johann Fischer-Gasse 9 Standort KG: Braunau am Inn      | | BDA-Hist.: Q37999033 Status: Bescheid Stand der BDA-Liste: 2025-06-30 Name: Bürgerhaus GstNr.: .23/1 Johann-Fischer-Gasse 9 (Braunau am Inn) |
| ja   | Datei hochladen | Bürgerhaus HERIS-ID: 41264 Objekt-ID: 41741 | Johann Fischer-Gasse 10 Standort KG: Braunau am Inn     | | BDA-Hist.: Q37999043 Status: Bescheid Stand der BDA-Liste: 2025-06-30 Name: Bürgerhaus GstNr.: .58 Johann-Fischer-Gasse 10 (Braunau am Inn) |
| ja   | Datei hochladen | Ehemalige Eckbehausung in der Scheiben, Haus Scharffeneck HERIS-ID: 41265 Objekt-ID: 41742 | Johann Fischer-Gasse 11 Standort KG: Braunau am Inn     | | BDA-Hist.: Q37999054 Status: Bescheid Stand der BDA-Liste: 2025-06-30 Name: Ehem. Eckbehausung in der Scheiben bzw. Haus Scharffeneck GstNr.: .54 Johann-Fischer-Gasse 11 (Braunau am Inn) |
| ja   | Datei hochladen | Bürgerhaus HERIS-ID: 41266 Objekt-ID: 41743 | Johann Fischer-Gasse 13 Standort KG: Braunau am Inn     | | BDA-Hist.: Q37999064 Status: Bescheid Stand der BDA-Liste: 2025-06-30 Name: Bürgerhaus GstNr.: .55 Johann-Fischer-Gasse 13 (Braunau am Inn) |
| ja   | Datei hochladen | Bürgerhaus HERIS-ID: 41267 Objekt-ID: 41744 | Johann Fischer-Gasse 14 Standort KG: Braunau am Inn     | | BDA-Hist.: Q37999074 Status: Bescheid Stand der BDA-Liste: 2025-06-30 Name: Bürgerhaus GstNr.: .60 Johann-Fischer-Gasse 14 (Braunau am Inn) |
| ja   | Datei hochladen | Bürgerhaus HERIS-ID: 41268 Objekt-ID: 41745 | Johann Fischer-Gasse 16 Standort KG: Braunau am Inn     | | BDA-Hist.: Q37999085 Status: Bescheid Stand der BDA-Liste: 2025-06-30 Name: Bürgerhaus GstNr.: .61 Johann-Fischer-Gasse 16 (Braunau am Inn) |
| ja   | Datei hochladen | Heimathaus, ehemaliges Glockengießerhaus HERIS-ID: 41269 Objekt-ID: 41746 | Johann Fischer-Gasse 18 Standort KG: Braunau am Inn     | Gusshaus, um 1500 erbaut, original erhalten, bis auf die mehrmals umgebauten Öfen. Ab 1916 mit dem Maler und Heimatforscher Hugo von Preen Heimathaus der Stadtgemeinde mit diversen Sammlungen. | BDA-Hist.: Q1531865 Status: Bescheid Stand der BDA-Liste: 2025-06-30 Name: Heimathaus, ehem. Glockengießerhaus GstNr.: .62 Johann-Fischer-Gasse 18 (Braunau am Inn) |
| ja   | Datei hochladen | Bürgerhaus, Ehemaliges Benefiziatenhaus HERIS-ID: 41270 Objekt-ID: 41747 | Johann Fischer-Gasse 20 Standort KG: Braunau am Inn     | | BDA-Hist.: Q37999104 Status: Bescheid Stand der BDA-Liste: 2025-06-30 Name: Bürgerhaus, Ehemaliges Benefiziatenhaus GstNr.: .63 Johann-Fischer-Gasse 20 (Braunau am Inn) |
| ja   | Datei hochladen | Mauern, Teil der mittelalterlichen Stadtbefestigung HERIS-ID: 37690 Objekt-ID: 36910 | Johann Fischer-Gasse 22 Standort KG: Braunau am Inn     | Die erhaltenen Festungsmauern entlang der Enknach und des Inns wurden im 17. Jahrhundert errichtet. | BDA-Hist.: Q37976762 Status: Bescheid Stand der BDA-Liste: 2025-06-30 Name: Mauern, Teil d. ma. Stadtbefestigung GstNr.: 6 City wall of Braunau am Inn |
| ja   | Datei hochladen | Kath. Pfarrkirche Maria Königin des Friedens und Pfarrzentrum HERIS-ID: 92348 Objekt-ID: 107267 | Josef Reiter-Straße 15 Standort KG: Braunau am Inn      | Die Pfarrkirche Braunau-Höft (Patrozinium: Maria Königin des Friedens) wurde von 1948 bis 1950 nach Plänen der Architekten Anton Danna und Hans Foschum erbaut. Turm und Pfarrheim entstanden 1985. | BDA-Hist.: Q21705550 Status: § 2a Stand der BDA-Liste: 2025-06-30 Name: Kath. Pfarrkirche Maria Königin des Friedens und Pfarrzentrum GstNr.: .1138, .565, 517/1 Pfarrkirche Braunau-Höft |
| ja   | Datei hochladen | Sparkassenkaserne/später Schulbau HERIS-ID: 46284 Objekt-ID: 48019 | Kaserngasse 1 Standort KG: Braunau am Inn               | In der sogenannten Sparkassenkaserne befanden sich ab dem Studienjahr 1915/16 mehrere Einrichtungen der k. u. k Kriegsmarine, darunter die Seeaspirantenschule und Mannschaftsräume sowie Gemeinschaftsbäder und eine Wäscherei. | BDA-Hist.: Q38020342 Status: Bescheid Stand der BDA-Liste: 2025-06-30 Name: Sparkassenkaserne/später Schulbau GstNr.: .339 Kaserngasse 1 (Braunau) |
| ja   | Datei hochladen | Notkaserne HERIS-ID: 46285 Objekt-ID: 48020 | Kaserngasse 2 Standort KG: Braunau am Inn               | Die sogenannte Notkaserne wurde bis 1918 von der Marineakademie der k. u. k Kriegsmarine genutzt. | BDA-Hist.: Q38020354 Status: Bescheid Stand der BDA-Liste: 2025-06-30 Name: Notkaserne GstNr.: .324, .323 Berggasse 16 (Braunau) |
| ja   | Datei hochladen | Bürgerhaus HERIS-ID: 41271 Objekt-ID: 41748 | Kirchengasse 3 Standort KG: Braunau am Inn              | Die Bausubstanz des dreiachsigen, in typisch spätmittelalterlichem Stil ausgeführten Seitenflurhauses Kirchengasse 3 geht mindestens auf das 16. Jahrhundert zurück, wiewohl die Fassade mit steilem Giebeldach und genutetem Erdgeschoß durch einen Umbau in den 1920er-Jahren geprägt ist. Bei einer Sanierung im Jahr 2010 wurden unter anderem die Holzkastenfenster an der Fassade rekonstruiert. | BDA-Hist.: Q37999114 Status: Bescheid Stand der BDA-Liste: 2025-06-30 Name: Bürgerhaus GstNr.: .30, .31 Kirchengasse 3 (Braunau am Inn) |
| ja   | Datei hochladen | Bürgerhaus HERIS-ID: 41272 Objekt-ID: 41749 | Kirchengasse 4 Standort KG: Braunau am Inn              | | BDA-Hist.: Q37999124 Status: Bescheid Stand der BDA-Liste: 2025-06-30 Name: Bürgerhaus GstNr.: .53 Kirchengasse 4 (Braunau am Inn) |
| ja   | Datei hochladen | Bürgerhaus HERIS-ID: 41273 Objekt-ID: 41750 | Kirchengasse 6 Standort KG: Braunau am Inn              | | BDA-Hist.: Q37999144 Status: Bescheid Stand der BDA-Liste: 2025-06-30 Name: Bürgerhaus GstNr.: .52/2, .52/1 Kirchengasse 6 (Braunau am Inn) |
| ja   | Datei hochladen | Bürgerhaus HERIS-ID: 41274 Objekt-ID: 41751 | Kirchengasse 8 Standort KG: Braunau am Inn              | | BDA-Hist.: Q37999156 Status: Bescheid Stand der BDA-Liste: 2025-06-30 Name: Bürgerhaus GstNr.: .51 Kirchengasse 8 (Braunau am Inn) |
| ja   | Datei hochladen | Bürgerhaus HERIS-ID: 41275 Objekt-ID: 41752 | Kirchengasse 9 Standort KG: Braunau am Inn              | | BDA-Hist.: Q37999170 Status: Bescheid Stand der BDA-Liste: 2025-06-30 Name: Bürgerhaus GstNr.: .35 Kirchengasse 9 (Braunau am Inn) |
| ja   | Datei hochladen | Ehemaliges Kaplanhaus in der Scheiben HERIS-ID: 41276 Objekt-ID: 41753 | Kirchengasse 10 Standort KG: Braunau am Inn             | | BDA-Hist.: Q37999197 Status: Bescheid Stand der BDA-Liste: 2025-06-30 Name: Ehemaliges Kaplanhaus in der Scheiben GstNr.: .46 Kirchengasse 10 (Braunau am Inn) |
| ja   | Datei hochladen | Bürgerhaus, ehem. 3. Preningersche Hinterbehausung gegen die Scheiben HERIS-ID: 41277 Objekt-ID: 41754 | Kirchengasse 11 Standort KG: Braunau am Inn             | | BDA-Hist.: Q37999231 Status: Bescheid Stand der BDA-Liste: 2025-06-30 Name: Bürgerhaus, ehem. 3. Preninger´sche Hinterbehausung gegen die Scheiben GstNr.: .36 Kirchengasse 11 (Braunau am Inn) |
| ja   | Datei hochladen | Ehemaliges Eckhaus in der Scheiben nächst der Kirche HERIS-ID: 41278 Objekt-ID: 41755 | Kirchengasse 12 Standort KG: Braunau am Inn             | | BDA-Hist.: Q37999259 Status: Bescheid Stand der BDA-Liste: 2025-06-30 Name: Ehemaliges Eckhaus in der Scheiben nächst der Kirche GstNr.: .45 Kirchengasse 12 (Braunau am Inn) |
| ja   | Datei hochladen | Bürgerhaus HERIS-ID: 91177 Objekt-ID: 105919 | Kirchenplatz 1 Standort KG: Braunau am Inn              | | BDA-Hist.: Q37753294 Status: Bescheid Stand der BDA-Liste: 2025-06-30 Name: Bürgerhaus GstNr.: .43/2 Kirchenplatz 1 (Braunau am Inn) |
| ja   | Datei hochladen | Bürgerhaus HERIS-ID: 41280 Objekt-ID: 41757 | Kirchenplatz 2 Standort KG: Braunau am Inn              | | BDA-Hist.: Q37999293 Status: Bescheid Stand der BDA-Liste: 2025-06-30 Name: Bürgerhaus GstNr.: .42/2 Kirchenplatz 2 (Braunau am Inn) |
| ja   | Datei hochladen | Bürgerhaus HERIS-ID: 41281 Objekt-ID: 41758 | Kirchenplatz 3 Standort KG: Braunau am Inn              | Am Kirchenplatz 3, östlich der Stephanskirche, befindet sich ein spitzgiebeliges Eckhaus in spätgotischem Stil. | BDA-Hist.: Q37999305 Status: Bescheid Stand der BDA-Liste: 2025-06-30 Name: Bürgerhaus GstNr.: .40 Kirchenplatz 3 (Braunau am Inn) |
| ja   | Datei hochladen | Bürgerhaus HERIS-ID: 41282 Objekt-ID: 41759 | Kirchenplatz 7 Standort KG: Braunau am Inn              | | BDA-Hist.: Q37999316 Status: Bescheid Stand der BDA-Liste: 2025-06-30 Name: Bürgerhaus GstNr.: .47 Kirchenplatz 7 (Braunau am Inn) |
| ja   | Datei hochladen | Mauern, Teil der mittelalterlichen Stadtbefestigung HERIS-ID: 37691 Objekt-ID: 36911 | Kirchenplatz 10 Standort KG: Braunau am Inn             | Die erhaltenen Festungsmauern entlang der Enknach und des Inns wurden im 17. Jahrhundert errichtet. 1957 wurde zwischen den Häusern Altstadt 16 und Kirchenplatz 10 eine Treppenöffnung in die Stadtmauer eingebracht und entlang der Nordseite der ehemaligen Friedhofbastion zum Hochwasserdamm hinabgeführt. Die Stiege wurde nach dem Historiker Eduard Kriechbaum benannt. | BDA-Hist.: Q37976774 Status: Bescheid Stand der BDA-Liste: 2025-06-30 Name: Mauern, Teil d. ma. Stadtbefestigung GstNr.: 19/4 City wall of Braunau am Inn |
| ja   | Datei hochladen | Schüttkasten, Ehemaliges Speichergebäude HERIS-ID: 41283 Objekt-ID: 41760 | Kirchenplatz 10 Standort KG: Braunau am Inn             | | BDA-Hist.: Q37999344 Status: Bescheid Stand der BDA-Liste: 2025-06-30 Name: Schüttkasten, Ehemaliges Speichergebäude GstNr.: .81/2, .81/1, .81/3 Kirchenplatz 10 (Braunau am Inn) |
| ja   | Datei hochladen | Mauern, Teil der mittelalterlichen Stadtbefestigung HERIS-ID: 37692 Objekt-ID: 36912 | Kirchenplatz 10a Standort KG: Braunau am Inn            | Die erhaltenen Festungsmauern entlang der Enknach und des Inns wurden im 17. Jahrhundert errichtet. | BDA-Hist.: Q37976785 Status: Bescheid Stand der BDA-Liste: 2025-06-30 Name: Mauern, Teil d. ma. Stadtbefestigung GstNr.: 19/2 City wall of Braunau am Inn |
| ja   | Datei hochladen | Bürgerhaus HERIS-ID: 41285 Objekt-ID: 41762 | Kirchenplatz 11 Standort KG: Braunau am Inn             | | BDA-Hist.: Q37999356 Status: Bescheid Stand der BDA-Liste: 2025-06-30 Name: Bürgerhaus GstNr.: .80 Kirchenplatz 11 (Braunau am Inn) |
| ja   | Datei hochladen | Bürgerhaus HERIS-ID: 41286 Objekt-ID: 41763 | Kirchenplatz 12 Standort KG: Braunau am Inn             | | BDA-Hist.: Q37999368 Status: Bescheid Stand der BDA-Liste: 2025-06-30 Name: Bürgerhaus GstNr.: .79 Kirchenplatz 12 (Braunau am Inn) |
| ja   | Datei hochladen | Ehemalige Friedhofskirche hl. Martin HERIS-ID: 94405 Objekt-ID: 109559 | Kirchenplatz 14 Standort KG: Braunau am Inn             | Die Martinskirche wurde 1497 von der Bürgerschaft erbaut. Die spätgotische einschiffige Kirche besitzt eine zweischiffige Unterkirche und ein dreijochiges Langhaus, welches 1708 vergrößert wurde. 1785 wurde die kirchliche Nutzung beendet. Das Bauwerk dient heute als Gedächtnisstätte für Opfer der beiden Weltkriege. | BDA-Hist.: Q37764325 Status: Bescheid Stand der BDA-Liste: 2025-06-30 Name: Ehemalige Friedhofskirche hl. Martin GstNr.: .82 Friedhofskirche hl. Martin (Braunau am Inn) |
| ja   | Datei hochladen | Stadtmauerrest m. Treppengiebel u. Portal HERIS-ID: 37693 Objekt-ID: 36913seit 2021 | Kirchenplatz 15 Standort KG: Braunau am Inn             | | BDA-Hist.: Q105664949 Status: Bescheid Stand der BDA-Liste: 2025-06-30 Name: Stadtmauerrest m. Treppengiebel u. Portal GstNr.: .83 Kirchenplatz 15 (Braunau am Inn) |
| ja   | Datei hochladen | Pfarrhof, Fassade des Chorregentenhaus und Erdgeschoßgewölbe und Stiegenaufgang HERIS-ID: 37694 Objekt-ID: 36914seit 2021 | Kirchenplatz 16 Standort KG: Braunau am Inn             | | BDA-Hist.: Q105664950 Status: Bescheid Stand der BDA-Liste: 2025-06-30 Name: Pfarrhof, Fassade des Chorregentenhaus u. Erdgeschossgewölbe u. Stiegenaufgang GstNr.: .84 Kirchenplatz 16 (Braunau am Inn) |
| ja   | Datei hochladen | Pfarrhof, Kirchenbeitragstelle HERIS-ID: 37695 Objekt-ID: 36915 | Kirchenplatz 17 Standort KG: Braunau am Inn             | | BDA-Hist.: Q37976800 Status: Bescheid Stand der BDA-Liste: 2025-06-30 Name: Pfarrhof, Kirchenbeitragstelle GstNr.: .85 Pfarrhof Stadtpfarrkirche Braunau |
| ja   | Datei hochladen | Stadtpfarrkirche hl. Stephanus HERIS-ID: 41287 Objekt-ID: 41764 | Kirchenplatz 18 Standort KG: Braunau am Inn             | Neben dem Wiener Stephansdom gilt St. Stephan als der bedeutendste erhaltene spätgotische Kirchenbau Österreichs. | BDA-Hist.: Q2327914 Status: Bescheid Stand der BDA-Liste: 2025-06-30 Name: Stadtpfarrkirche hl. Stephanus GstNr.: .44 Sankt Stephan (Braunau am Inn) |
| ja   | Datei hochladen | Kainzgut HERIS-ID: 60783 Objekt-ID: 73162 | Kranewittweg 38 Standort KG: Braunau am Inn             | | BDA-Hist.: Q38093038 Status: Bescheid Stand der BDA-Liste: 2025-06-30 Name: Kainzgut GstNr.: 362/3, 362/4 Braunau Kainzgut |
| ja   | Datei hochladen | Wohnhaus, Ehemaliges Ledererhaus HERIS-ID: 58341 Objekt-ID: 68907 | Lederergasse 1 Standort KG: Braunau am Inn              | | BDA-Hist.: Q38082461 Status: Bescheid Stand der BDA-Liste: 2025-06-30 Name: Wohnhaus, Ehemaliges Ledererhaus GstNr.: .356 Lederergasse 1 (Braunau am Inn) |
| ja   | Datei hochladen | Bürgerhaus HERIS-ID: 58342 Objekt-ID: 68908 | Lederergasse 3 Standort KG: Braunau am Inn              | | BDA-Hist.: Q38082472 Status: Bescheid Stand der BDA-Liste: 2025-06-30 Name: Bürgerhaus GstNr.: .355 Lederergasse 3 (Braunau am Inn) |
| ja   | Datei hochladen | Ehemaliges Lederer- und Gerberhaus HERIS-ID: 58343 Objekt-ID: 68909 | Lederergasse 4 Standort KG: Braunau am Inn              | | BDA-Hist.: Q38082484 Status: Bescheid Stand der BDA-Liste: 2025-06-30 Name: Ehemaliges Lederer- und Gerberhaus GstNr.: .231 Lederergasse 4 (Braunau am Inn) |
| ja   | Datei hochladen | Wohnhaus HERIS-ID: 58344 Objekt-ID: 68910 | Lederergasse 5 Standort KG: Braunau am Inn              | | BDA-Hist.: Q38082504 Status: Bescheid Stand der BDA-Liste: 2025-06-30 Name: Wohnhaus GstNr.: .354 Lederergasse 5 (Braunau am Inn) |
| ja   | Datei hochladen | Wohnhaus HERIS-ID: 58345 Objekt-ID: 68911 | Lederergasse 7 Standort KG: Braunau am Inn              | | BDA-Hist.: Q38082514 Status: Bescheid Stand der BDA-Liste: 2025-06-30 Name: Wohnhaus GstNr.: .353 Lederergasse 7 (Braunau am Inn) |
| ja   | Datei hochladen | Wohnhaus, Ehemaliges Metzgerhaus HERIS-ID: 58346 Objekt-ID: 68912 | Lederergasse 9 Standort KG: Braunau am Inn              | | BDA-Hist.: Q38082525 Status: Bescheid Stand der BDA-Liste: 2025-06-30 Name: Wohnhaus, Ehemaliges Metzgerhaus GstNr.: .351 Lederergasse 9 (Braunau am Inn) |
| ja   | Datei hochladen | Wohnhaus HERIS-ID: 58347 Objekt-ID: 68913 | Lederergasse 11 Standort KG: Braunau am Inn             | | BDA-Hist.: Q38082535 Status: Bescheid Stand der BDA-Liste: 2025-06-30 Name: Wohnhaus GstNr.: .350 Lederergasse 11 (Braunau am Inn) |
| ja   | Datei hochladen | Bürgerhaus HERIS-ID: 58348 Objekt-ID: 68914 | Lederergasse 13 Standort KG: Braunau am Inn             | | BDA-Hist.: Q38082544 Status: Bescheid Stand der BDA-Liste: 2025-06-30 Name: Bürgerhaus GstNr.: .349 Lederergasse 13 (Braunau am Inn) |
| ja   | Datei hochladen | Wohnhaus, Ehemaliges Handwerkerhaus HERIS-ID: 58349 Objekt-ID: 68915 | Lederergasse 15 Standort KG: Braunau am Inn             | | BDA-Hist.: Q38082554 Status: Bescheid Stand der BDA-Liste: 2025-06-30 Name: Wohnhaus, Ehemaliges Handwerkerhaus GstNr.: .348 Lederergasse 15 (Braunau am Inn) |
| ja   | Datei hochladen | Wohnhaus HERIS-ID: 58350 Objekt-ID: 68916 | Lederergasse 17 Standort KG: Braunau am Inn             | | BDA-Hist.: Q38082564 Status: Bescheid Stand der BDA-Liste: 2025-06-30 Name: Wohnhaus GstNr.: .347/1 Lederergasse 17 (Braunau am Inn) |
| ja   | Datei hochladen | Bürgerhaus HERIS-ID: 41288 Objekt-ID: 41766 | Linzer Straße 1 Standort KG: Braunau am Inn             | | BDA-Hist.: Q37999386 Status: Bescheid Stand der BDA-Liste: 2025-06-30 Name: Bürgerhaus GstNr.: .117 Linzer Straße 1 (Braunau am Inn) |
| ja   | Datei hochladen | Bürgerhaus HERIS-ID: 41289 Objekt-ID: 41767 | Linzer Straße 2 Standort KG: Braunau am Inn             | | BDA-Hist.: Q37999399 Status: Bescheid Stand der BDA-Liste: 2025-06-30 Name: Bürgerhaus GstNr.: .116 |
| ja   | Datei hochladen | Bürgerhaus HERIS-ID: 41290 Objekt-ID: 41768 | Linzer Straße 3 Standort KG: Braunau am Inn             | | BDA-Hist.: Q37999413 Status: Bescheid Stand der BDA-Liste: 2025-06-30 Name: Bürgerhaus GstNr.: .118 Linzer Straße 3 (Braunau am Inn) |
| ja   | Datei hochladen | Kinz-Haus HERIS-ID: 37696 Objekt-ID: 36916 | Linzer Straße 7 Standort KG: Braunau am Inn             | Das sogenannte Kinz-Haus ist ein spätgotisches Wohn- und Geschäftshaus. | BDA-Hist.: Q37976812 Status: Bescheid Stand der BDA-Liste: 2025-06-30 Name: Kinz-Haus GstNr.: .154 Linzer Straße 7 (Braunau am Inn) |
| ja   | Datei hochladen | Wohnhaus HERIS-ID: 45272 Objekt-ID: 46489 | Linzer Straße 9 Standort KG: Braunau am Inn             | | BDA-Hist.: Q38014813 Status: Bescheid Stand der BDA-Liste: 2025-06-30 Name: Wohnhaus GstNr.: .155 Linzer Straße 9 (Braunau am Inn) |
| ja   | Datei hochladen | Wohnhaus HERIS-ID: 68114 Objekt-ID: 81112 | Linzer Straße 12 Standort KG: Braunau am Inn            | | BDA-Hist.: Q38118577 Status: Bescheid Stand der BDA-Liste: 2025-06-30 Name: Wohnhaus GstNr.: .201 Linzer Straße 12 (Braunau am Inn) |
| ja   | Datei hochladen | Mayrbräu HERIS-ID: 68115 Objekt-ID: 81113 | Linzer Straße 13 Standort KG: Braunau am Inn            | | BDA-Hist.: Q38118588 Status: Bescheid Stand der BDA-Liste: 2025-06-30 Name: Mayrbräu GstNr.: .157, .158/1 Linzer Straße 13 (Braunau am Inn) |
| ja   | Datei hochladen | Wohnhaus HERIS-ID: 68116 Objekt-ID: 81114 | Linzer Straße 14 Standort KG: Braunau am Inn            | | BDA-Hist.: Q38118598 Status: Bescheid Stand der BDA-Liste: 2025-06-30 Name: Wohnhaus GstNr.: .200 Linzer Straße 14 (Braunau am Inn) |
| ja   | Datei hochladen | Wohnhaus HERIS-ID: 68118 Objekt-ID: 81116 | Linzer Straße 15 Standort KG: Braunau am Inn            | | BDA-Hist.: Q38118610 Status: Bescheid Stand der BDA-Liste: 2025-06-30 Name: Wohnhaus GstNr.: .159 Linzer Straße 15 (Braunau am Inn) |
| ja   | Datei hochladen | Bäckerei HERIS-ID: 68119 Objekt-ID: 81117 | Linzer Straße 16 Standort KG: Braunau am Inn            | | BDA-Hist.: Q38118620 Status: Bescheid Stand der BDA-Liste: 2025-06-30 Name: Bäckerei GstNr.: .199 Linzer Straße 16 (Braunau am Inn) |
| ja   | Datei hochladen | Wohnhaus HERIS-ID: 68120 Objekt-ID: 81118 | Linzer Straße 17 Standort KG: Braunau am Inn            | | BDA-Hist.: Q38118630 Status: Bescheid Stand der BDA-Liste: 2025-06-30 Name: Wohnhaus GstNr.: .160 Linzer Straße 17 (Braunau am Inn) |
| ja   | Datei hochladen | Wohnhaus HERIS-ID: 68121 Objekt-ID: 81119 | Linzer Straße 18 Standort KG: Braunau am Inn            | | BDA-Hist.: Q38118642 Status: Bescheid Stand der BDA-Liste: 2025-06-30 Name: Wohnhaus GstNr.: .197 Linzer Straße 18 (Braunau am Inn) |
| ja   | Datei hochladen | Wohnhaus HERIS-ID: 68122 Objekt-ID: 81121 | Linzer Straße 19 Standort KG: Braunau am Inn            | | BDA-Hist.: Q38118653 Status: Bescheid Stand der BDA-Liste: 2025-06-30 Name: Wohnhaus GstNr.: .161 |
| ja   | Datei hochladen | Wohnhaus HERIS-ID: 68124 Objekt-ID: 81123 | Linzer Straße 20 Standort KG: Braunau am Inn            | | BDA-Hist.: Q38118660 Status: Bescheid Stand der BDA-Liste: 2025-06-30 Name: Wohnhaus GstNr.: 158 |
| ja   | Datei hochladen | Alter Weinhans HERIS-ID: 68126 Objekt-ID: 81125 | Linzer Straße 21 Standort KG: Braunau am Inn            | | BDA-Hist.: Q38118670 Status: Bescheid Stand der BDA-Liste: 2025-06-30 Name: Alter Weinhans GstNr.: .162 Linzer Straße 21 (Braunau am Inn) |
| ja   | Datei hochladen | Wohnhaus HERIS-ID: 68129 Objekt-ID: 81128 | Linzer Straße 22 Standort KG: Braunau am Inn            | | BDA-Hist.: Q38118676 Status: Bescheid Stand der BDA-Liste: 2025-06-30 Name: Wohnhaus GstNr.: .194 |
| ja   | Datei hochladen | Wohnhaus HERIS-ID: 68131 Objekt-ID: 81130 | Linzer Straße 23 Standort KG: Braunau am Inn            | | BDA-Hist.: Q38118730 Status: Bescheid Stand der BDA-Liste: 2025-06-30 Name: Wohnhaus GstNr.: .163 |
| ja   | Datei hochladen | Wohnhaus HERIS-ID: 68132 Objekt-ID: 81131 | Linzer Straße 24 Standort KG: Braunau am Inn            | | BDA-Hist.: Q38118733 Status: Bescheid Stand der BDA-Liste: 2025-06-30 Name: Wohnhaus GstNr.: 157/1 |
| ja   | Datei hochladen | Wohnhaus HERIS-ID: 68133 Objekt-ID: 81132 | Linzer Straße 26 Standort KG: Braunau am Inn            | | BDA-Hist.: Q38118734 Status: Bescheid Stand der BDA-Liste: 2025-06-30 Name: Wohnhaus GstNr.: .192/1 |
| ja   | Datei hochladen | Wohnhaus, Ehemaliger Gasthof goldener Löwe HERIS-ID: 68135 Objekt-ID: 81134 | Linzer Straße 28 Standort KG: Braunau am Inn            | | BDA-Hist.: Q38118740 Status: Bescheid Stand der BDA-Liste: 2025-06-30 Name: Wohnhaus, ehem. Gasthof goldener Löwe GstNr.: .191/1, .191/2, .191/3, .191/4 Linzer Straße 28 (Braunau am Inn) |
| ja   | Datei hochladen | Wohnhaus HERIS-ID: 68142 Objekt-ID: 81143 | Linzer Straße 30 Standort KG: Braunau am Inn            | | BDA-Hist.: Q38118748 Status: Bescheid Stand der BDA-Liste: 2025-06-30 Name: Wohnhaus GstNr.: .190/1 |
| ja   | Datei hochladen | Wohnhaus HERIS-ID: 68143 Objekt-ID: 81144 | Linzer Straße 31 Standort KG: Braunau am Inn            | | BDA-Hist.: Q38118756 Status: Bescheid Stand der BDA-Liste: 2025-06-30 Name: Wohnhaus GstNr.: .168 |
| ja   | Datei hochladen | Wohnhaus, Ehemaliges Leprosenhaus HERIS-ID: 68146 Objekt-ID: 81147 | Linzer Straße 32 Standort KG: Braunau am Inn            | | BDA-Hist.: Q38118771 Status: Bescheid Stand der BDA-Liste: 2025-06-30 Name: Wohnhaus, Ehemaliges Leprosenhaus GstNr.: 793/1 |
| ja   | Datei hochladen | Wohnhaus HERIS-ID: 68147 Objekt-ID: 81148 | Linzer Straße 33 Standort KG: Braunau am Inn            | | BDA-Hist.: Q38118779 Status: Bescheid Stand der BDA-Liste: 2025-06-30 Name: Wohnhaus GstNr.: .169/1 |
| ja   | Datei hochladen | Wohnhaus HERIS-ID: 68149 Objekt-ID: 81150 | Linzer Straße 34 Standort KG: Braunau am Inn            | | BDA-Hist.: Q38118796 Status: Bescheid Stand der BDA-Liste: 2025-06-30 Name: Wohnhaus GstNr.: .186/2 |
| ja   | Datei hochladen | Alter Weinhans, ehem. Weinhaus zum Hahnwirt HERIS-ID: 68158 Objekt-ID: 81159 | Linzer Straße 35 Standort KG: Braunau am Inn            | | BDA-Hist.: Q38118844 Status: Bescheid Stand der BDA-Liste: 2025-06-30 Name: Alter Weinhans, ehem.Weinhaus zum Hahnwirt GstNr.: .171 |
| ja   | Datei hochladen | Ehemaliges Armenhaus HERIS-ID: 68159 Objekt-ID: 81161 | Linzer Straße 36 Standort KG: Braunau am Inn            | | BDA-Hist.: Q38118854 Status: Bescheid Stand der BDA-Liste: 2025-06-30 Name: Ehemaliges Armenhaus GstNr.: .185 |
| ja   | Datei hochladen | Wohnhaus HERIS-ID: 68160 Objekt-ID: 81162 | Linzer Straße 37 Standort KG: Braunau am Inn            | | BDA-Hist.: Q38118864 Status: Bescheid Stand der BDA-Liste: 2025-06-30 Name: Wohnhaus GstNr.: .172 |
| ja   | Datei hochladen | Wohnhaus HERIS-ID: 68154 Objekt-ID: 81155 | Linzer Straße 39 Standort KG: Braunau am Inn            | | BDA-Hist.: Q38118815 Status: Bescheid Stand der BDA-Liste: 2025-06-30 Name: Wohnhaus GstNr.: .173 |
| ja   | Datei hochladen | Schapperhaus HERIS-ID: 68161 Objekt-ID: 81163 | Linzer Straße 41 Standort KG: Braunau am Inn            | | BDA-Hist.: Q38118874 Status: Bescheid Stand der BDA-Liste: 2025-06-30 Name: Schapperhaus GstNr.: .174 |
| ja   | Datei hochladen | Wohnhaus HERIS-ID: 68165 Objekt-ID: 81167 | Linzer Straße 43 Standort KG: Braunau am Inn            | | BDA-Hist.: Q38118899 Status: Bescheid Stand der BDA-Liste: 2025-06-30 Name: Wohnhaus GstNr.: .175 |
| ja   | Datei hochladen | Wohnhaus, Ehemalige Hufschmiede HERIS-ID: 68166 Objekt-ID: 81168 | Linzer Straße 45 Standort KG: Braunau am Inn            | | BDA-Hist.: Q38118910 Status: Bescheid Stand der BDA-Liste: 2025-06-30 Name: Wohnhaus, Ehemalige Hufschmiede GstNr.: .176 |
| ja   | Datei hochladen | Wohnhaus HERIS-ID: 68167 Objekt-ID: 81169 | Linzer Straße 47 Standort KG: Braunau am Inn            | | BDA-Hist.: Q38118921 Status: Bescheid Stand der BDA-Liste: 2025-06-30 Name: Wohnhaus GstNr.: .177 |
| ja   | Datei hochladen | Ehemaliges Hinter- oder Spitalsbad HERIS-ID: 37698 Objekt-ID: 36918 | Mühlengasse 2 Standort KG: Braunau am Inn               | Das Hinterbad, eines von drei Badhäuser der Stadt, gehörte zum Bürgerspital und war vor allem für dessen Insassen gedacht | BDA-Hist.: Q37976824 Status: Bescheid Stand der BDA-Liste: 2025-06-30 Name: Ehemaliges Hinter- oder Spitalsbad GstNr.: .240 |
| ja   | Datei hochladen | Ehemalige Fronfeste, Ehemaliges Gefängnis HERIS-ID: 45659 Objekt-ID: 47041 | Mühlengasse 3 Standort KG: Braunau am Inn               | Die ehemalige Fronfeste in der Mühlengasse ist ein exemplarisches Beispiel für einen Justizvollzugsbau aus der Mitte des 19. Jahrhunderts. | BDA-Hist.: Q38017269 Status: Bescheid Stand der BDA-Liste: 2025-06-30 Name: Ehemalige Fronfeste, Ehemaliges Gefängnis GstNr.: .226 Mühlengasse 3 (Braunau am Inn) |
| ja   | Datei hochladen | Wohnhaus, ehem. sog. Spitalmühle HERIS-ID: 58340 Objekt-ID: 68906 | Mühlengasse 4 Standort KG: Braunau am Inn               | | BDA-Hist.: Q38082448 Status: Bescheid Stand der BDA-Liste: 2025-06-30 Name: Wohnhaus, ehem. sog. Spitalmühle GstNr.: .229/1, .229/2, .229/3 |
| ja   | Datei hochladen | Palm-Denkmal HERIS-ID: 99908 Objekt-ID: 116084 | Palmpark Standort KG: Braunau am Inn                    | Die Plastik zu Johann Philipp Palm, am 26. August 1806 in Braunau standrechtlich hingerichtet, wurde 1865 vom Bildhauer Konrad Knoll entworfen und modelliert und 1866 vom Erzgießer Ferdinand von Miller gegossen. | BDA-Hist.: Q37774964 Status: § 2a Stand der BDA-Liste: 2025-06-30 Name: Palm-Denkmal GstNr.: 172 Johann Philipp Palm monument, Braunau am Inn |
| ja   | Datei hochladen | Ehemaliges Bürgerspital samt Resten abgekommener Bauteile HERIS-ID: 93012 Objekt-ID: 108002 | Palmplatz 8 Standort KG: Braunau am Inn                 | Die Spitalskirche und das Bürgerspital wurden 1417 durch den Mühldorfer Adeligen Hartprecht Harskircher auf Zangberg und Nikolaus Auer von Lichtenau gestiftet. Das dreigeschoßige Spital beeindruckt durch Kreuzrippengewölbe im Erd- und Obergeschoß. Bis 1956 wurde es als Altenversorgungshaus verwendet | BDA-Hist.: Q37761119 Status: § 2a Stand der BDA-Liste: 2025-06-30 Name: Ehemaliges Bürgerspital samt Resten abgekommener Bauteile GstNr.: 406/8, .228, 176, 172 Bürgerspital (Braunau am Inn) |
| ja   | Datei hochladen | Bürgerspitalskirche Hl. Geist HERIS-ID: 91851 Objekt-ID: 106736 | bei Palmplatz 8 Standort KG: Braunau am Inn             | Die Spitalskirche und das Bürgerspital wurden 1417 durch den Mühldorfer Adeligen Hartprecht Harskircher auf Zangberg und Nikolaus Auer von Lichtenau gestiftet. Die Kirche gilt als Beispiel für Sechseckkirchen. Der Chor und das Langhaus besitzen ein Netzrippengewölbe. An der Nordseite des Langhauses befindet sich ein achtgeschoßiger Turm. | BDA-Hist.: Q37756577 Status: § 2a Stand der BDA-Liste: 2025-06-30 Name: Bürgerspitalskirche Hl. Geist GstNr.: .227 Bürgerspitalskirche Heiliger Geist (Braunau am Inn) |
| ja   | Datei hochladen | Kulturhaus Stadt Braunau/Gugg HERIS-ID: 91329 Objekt-ID: 106086 | Palmstraße 4 Standort KG: Braunau am Inn                | Das Gebäude in der Palmstraße 4 diente ab den 1920er-Jahren als Metallwarenfabrik und wurde im späten 20. Jahrhundert zu einem Kulturhaus ausgebaut. | BDA-Hist.: Q1710590 Status: Bescheid Stand der BDA-Liste: 2025-06-30 Name: Kulturhaus Stadt Braunau/Gugg GstNr.: .112/2 Gugg |
| ja   | Datei hochladen | Rabenhaus, Bäckerei Nöbauer HERIS-ID: 37699 Objekt-ID: 36919 | Palmstraße 10 Standort KG: Braunau am Inn               | Das Rabenhaus wurde Ende des 15. Jahrhunderts errichtet. Von 1707 bis 1765 beherbergte es eine Brauerei. Danach war es der Wohnsitz des bayerischen Pfleggerichtsschreibers Johann Gottlieb Kattenpeck. | BDA-Hist.: Q37976835 Status: Bescheid Stand der BDA-Liste: 2025-06-30 Name: Rabenhaus, Bäckerei Nöbauer GstNr.: .106 Palmstraße 10 (Braunau am Inn) |
| ja   | Datei hochladen | Ehemaliges Spitalbenefiziatenhaus, Kaufmännische Wirtschaftsschule HERIS-ID: 91345 Objekt-ID: 106102 | Palmstraße 23 Standort KG: Braunau am Inn               | | BDA-Hist.: Q37754574 Status: § 2a Stand der BDA-Liste: 2025-06-30 Name: Ehemaliges Spitalbenefiziatenhaus, Kaufmännische Wirtschaftsschule GstNr.: .215 |
| ja   | Datei hochladen | Palm-Denkmal HERIS-ID: 91391 Objekt-ID: 106154 | Palmweg Standort KG: Braunau am Inn                     | | BDA-Hist.: Q37754874 Status: § 2a Stand der BDA-Liste: 2025-06-30 Name: Palm-Denkmal GstNr.: 307/5 |
| ja   | Datei hochladen | Bürgerhaus HERIS-ID: 41291 Objekt-ID: 41769 | Pfarrhofgasse 1 Standort KG: Braunau am Inn             | | BDA-Hist.: Q37999426 Status: Bescheid Stand der BDA-Liste: 2025-06-30 Name: Bürgerhaus GstNr.: .87/1 Pfarrhofgasse 1 (Braunau am Inn) |
| ja   | Datei hochladen | Ehemalige Stechl-Stallung HERIS-ID: 41292 Objekt-ID: 41770 | Poststallgasse 4 Standort KG: Braunau am Inn            | | BDA-Hist.: Q37999443 Status: Bescheid Stand der BDA-Liste: 2025-06-30 Name: Ehemalige Stechl-Stallung GstNr.: .11 Poststallgasse 4 (Braunau am Inn) |
| ja   | Datei hochladen | Mauern, Teil der mittelalterlichen Stadtbefestigung HERIS-ID: 37700 Objekt-ID: 36920 | Poststallgasse 4, 6 Standort KG: Braunau am Inn         | Die erhaltenen Festungsmauern entlang der Enknach und des Inns wurden im 17. Jahrhundert errichtet. | BDA-Hist.: Q37976847 Status: Bescheid Stand der BDA-Liste: 2025-06-30 Name: Mauern, Teil d. ma. Stadtbefestigung GstNr.: 3/3 City wall of Braunau am Inn |
| ja   | Datei hochladen | Wohnhaus, Ehemaliges Speichergebäude HERIS-ID: 41293 Objekt-ID: 41771 | Poststallgasse 6 Standort KG: Braunau am Inn            | Im Kerker dieses Hauses war Johann Philipp Palm im August 1806 eingekerkert. Er wurde später zum Tode verurteilt und durch Erschießung standrechtlich hingerichtet Anmerkung: Standortangabe bezieht sich auf das Wohnhaus; das Speichergebäude befindet sich dahinter (westlich). | BDA-Hist.: Q37999456 Status: Bescheid Stand der BDA-Liste: 2025-06-30 Name: Wohnhaus, Ehemaliges Speichergebäude GstNr.: .16/1, .15 Poststallgasse 6 (Braunau am Inn) |
| ja   | Datei hochladen | Wohn- und Geschäftshaus, Ehemaliges Speichergebäude HERIS-ID: 41294 Objekt-ID: 41772 | Poststallgasse 6a Standort KG: Braunau am Inn           | | BDA-Hist.: Q37999470 Status: Bescheid Stand der BDA-Liste: 2025-06-30 Name: Wohn- und Geschäftshaus, Ehemaliges Speichergebäude GstNr.: .16/3 Poststallgasse 6a (Braunau am Inn) |
| ja   | Datei hochladen | Ehemalige Stadtknechtsbehausung HERIS-ID: 41295 Objekt-ID: 41773 | Poststallgasse 10 Standort KG: Braunau am Inn           | | BDA-Hist.: Q37999482 Status: Bescheid Stand der BDA-Liste: 2025-06-30 Name: Ehemalige Stadtknechtsbehausung GstNr.: .57 Poststallgasse 10 (Braunau am Inn) |
| ja   | Datei hochladen | Mauern, Teil der mittelalterlichen Stadtbefestigung HERIS-ID: 37701 Objekt-ID: 36921 | Ringstraße 2-6 Standort KG: Braunau am Inn              | Die erhaltenen Festungsmauern entlang der Enknach und des Inns wurden im 17. Jahrhundert errichtet. | BDA-Hist.: Q37976858 Status: Bescheid Stand der BDA-Liste: 2025-06-30 Name: Mauern, Teil d. ma. Stadtbefestigung GstNr.: 131/3 City wall of Braunau am Inn |
| ja   | Datei hochladen | Kapuzinerkloster mit Kapuzinerkirche Herz Jesu, Lourdeskapelle, Freiflächen und Klostermauer HERIS-ID: 52064 Objekt-ID: 58120 | Ringstraße 41 Standort KG: Braunau am Inn               | | BDA-Hist.: Q38049007 Status: Bescheid Stand der BDA-Liste: 2025-06-30 Name: Kapuzinerkloster mit Kapuzinerkirche Herz Jesu, Lourdeskapelle, Freiflächen und Klostermauer GstNr.: 290/1, 290/6 Kapuzinerkloster Braunau |
| ja   | Datei hochladen | Wohnhaus, ehem. Pulverturm der Bastion 5 und archäologische Reste der Stadtmauer HERIS-ID: 91310 Objekt-ID: 106063seit 2013 | Ringstraße 46 Standort KG: Braunau am Inn               | Das Wohnhaus wurde im 1. Viertel des 20. Jahrhunderts über einem älteren Vorgängerbau der ehemaligen Befestigungsanlage (Pulverturm?) erbaut. Das traufständige, zweigeschoßige Wohnhaus in Mischformen des Spätsezessionismus und Jugendstils hat eine Rieselputzfassade mit spätsezessionistischer Rahmengliederung, eine breite Portal-Fenstergruppe in Rechteckrahmung mit seitlich kannelierten Lisenen und ringstraßenseitig einen Erker über geschwungenen Konsolen. Der Kellerraum hat ein hohes Stichkappentonnengewölbe und einen Flusssteinboden und ist wohl Teil des ehemaligen Pulverturmes. In den Hauptgeschoßen dreiläufige Holztreppe, das Geländer mit gedrechselten Balustern; die großteils bauzeitliche Ausstattung stammt aus dem 1. Viertel des 20. Jahrhunderts. | BDA-Hist.: Q37754273 Status: Bescheid Stand der BDA-Liste: 2025-06-30 Name: Wohnhaus, ehem. Pulverturm der Bastion 5 und archäologische Reste der Stadtmauer GstNr.: .336 Lederergasse 21 (Braunau am Inn) |
| ja   | Datei hochladen | Bürgerhaus HERIS-ID: 46213 Objekt-ID: 47935 | Salzburger Vorstadt 2 Standort KG: Braunau am Inn       | | BDA-Hist.: Q38019887 Status: Bescheid Stand der BDA-Liste: 2025-06-30 Name: Bürgerhaus GstNr.: .261 Salzburger Vorstadt 2 (Braunau am Inn) |
| ja   | Datei hochladen | Bürgerhaus HERIS-ID: 46214 Objekt-ID: 47936 | Salzburger Vorstadt 3 Standort KG: Braunau am Inn       | | BDA-Hist.: Q38019897 Status: Bescheid Stand der BDA-Liste: 2025-06-30 Name: Bürgerhaus GstNr.: .260 Salzburger Vorstadt 3 (Braunau am Inn) |
| ja   | Datei hochladen | Bürgerhaus HERIS-ID: 46215 Objekt-ID: 47937 | Salzburger Vorstadt 4 Standort KG: Braunau am Inn       | | BDA-Hist.: Q38019909 Status: Bescheid Stand der BDA-Liste: 2025-06-30 Name: Bürgerhaus GstNr.: .262 Salzburger Vorstadt 4 (Braunau am Inn) |
| ja   | Datei hochladen | Bürgerhaus HERIS-ID: 46216 Objekt-ID: 47938 | Salzburger Vorstadt 7 Standort KG: Braunau am Inn       | | BDA-Hist.: Q38019920 Status: Bescheid Stand der BDA-Liste: 2025-06-30 Name: Bürgerhaus GstNr.: .258 Salzburger Vorstadt 7 (Braunau am Inn) |
| ja   | Datei hochladen | Bürgerhaus HERIS-ID: 46217 Objekt-ID: 47939 | Salzburger Vorstadt 8 Standort KG: Braunau am Inn       | | BDA-Hist.: Q38019928 Status: Bescheid Stand der BDA-Liste: 2025-06-30 Name: Bürgerhaus GstNr.: .264 Salzburger Vorstadt 8 (Braunau am Inn) |
| ja   | Datei hochladen | Bürgerhaus HERIS-ID: 46218 Objekt-ID: 47940 | Salzburger Vorstadt 9 Standort KG: Braunau am Inn       | Laut handschriftlichem Protokoll der Grundbesitzer der k. k. landesfürstlichen Grenzfestungsstadt Braunau aus dem Jahr 1787 wurde dieses Gebäude als Bäckerhaus verzeichnet. Die Bezeichnung lässt sich auf die langjährige Nutzung des Hauses zurückführen, da dessen Bewohner ab 1755 im Bäckergewerbe tätig waren. | BDA-Hist.: Q38019940 Status: Bescheid Stand der BDA-Liste: 2025-06-30 Name: Bürgerhaus GstNr.: .257 Salzburger Vorstadt 9 (Braunau am Inn) |
| ja   | Datei hochladen | Bürgerhaus HERIS-ID: 46219 Objekt-ID: 47941 | Salzburger Vorstadt 10 Standort KG: Braunau am Inn      | | BDA-Hist.: Q38019951 Status: Bescheid Stand der BDA-Liste: 2025-06-30 Name: Bürgerhaus GstNr.: .265 Salzburger Vorstadt 10 (Braunau am Inn) |
| ja   | Datei hochladen | Bürgerhaus, Ehemaliges Kaufhaus Schönhofer HERIS-ID: 46221 Objekt-ID: 47943 | Salzburger Vorstadt 11 Standort KG: Braunau am Inn      | | BDA-Hist.: Q38019973 Status: Bescheid Stand der BDA-Liste: 2025-06-30 Name: Bürgerhaus, Ehemaliges Kaufhaus Schönhofer GstNr.: .318 Salzburger Vorstadt 11 (Braunau am Inn) |
| ja   | Datei hochladen | Bürgerhaus HERIS-ID: 46220 Objekt-ID: 47942 | Salzburger Vorstadt 12 Standort KG: Braunau am Inn      | | BDA-Hist.: Q38019963 Status: Bescheid Stand der BDA-Liste: 2025-06-30 Name: Bürgerhaus GstNr.: .266 Salzburger Vorstadt 12 (Braunau am Inn) |
| ja   | Datei hochladen | Wohn- und Geschäftshaus, Ehemalige Salzburger Torkaserne HERIS-ID: 37702 Objekt-ID: 36922 | Salzburger Vorstadt 13 Standort KG: Braunau am Inn      | Im Juni 1915 wurde die k.u.k. Marineakademie Fiume hier einquartiert und blieb bis zur endgültigen Auflösung 1918 in diesem Haus. | BDA-Hist.: Q37976869 Status: Bescheid Stand der BDA-Liste: 2025-06-30 Name: Wohn- und Geschäftshaus, Ehemalige Salzburger Torkaserne GstNr.: .325, .326/2 Salzburger Vorstadt 13 (Braunau am Inn) |
| ja   | Datei hochladen | Bürgerhaus HERIS-ID: 46222 Objekt-ID: 47944 | Salzburger Vorstadt 14 Standort KG: Braunau am Inn      | | BDA-Hist.: Q38019985 Status: Bescheid Stand der BDA-Liste: 2025-06-30 Name: Bürgerhaus GstNr.: .267 Salzburger Vorstadt 14 (Braunau am Inn) |
| ja   | Datei hochladen | Bürgerhaus HERIS-ID: 37703 Objekt-ID: 36923 | Salzburger Vorstadt 15 Standort KG: Braunau am Inn      | Die Nutzung des spätbarock geprägten, aber vermutlich auf gotische Bausubstanz zurückgehenden Anwesens ist ab dem 17. Jahrhundert als Gasthaus nachweisbar. Zu den Bewohnern des Hauses gehörten im 19. Jahrhundert Alois und Klara Hitler, deren Sohn Adolf hier am 20. April 1889 geboren wurde. | BDA-Hist.: Q360607 Status: Bescheid Stand der BDA-Liste: 2025-06-30 Name: Bürgerhaus GstNr.: .326/1 Salzburger Vorstadt 15 (Braunau am Inn) |
| ja   | Datei hochladen | Bürgerhaus, Ehemalige Schmiede HERIS-ID: 46224 Objekt-ID: 47946 | Salzburger Vorstadt 17 Standort KG: Braunau am Inn      | | BDA-Hist.: Q38020008 Status: Bescheid Stand der BDA-Liste: 2025-06-30 Name: Bürgerhaus, Ehemalige Schmiede GstNr.: .327 Salzburger Vorstadt 17 (Braunau am Inn) |
| ja   | Datei hochladen | Bürgerhaus HERIS-ID: 46223 Objekt-ID: 47945 | Salzburger Vorstadt 18 Standort KG: Braunau am Inn      | | BDA-Hist.: Q38019996 Status: Bescheid Stand der BDA-Liste: 2025-06-30 Name: Bürgerhaus GstNr.: .316 Salzburger Vorstadt 18 (Braunau am Inn) |
| ja   | Datei hochladen | Bürgerhaus HERIS-ID: 46226 Objekt-ID: 47948 | Salzburger Vorstadt 21 Standort KG: Braunau am Inn      | | BDA-Hist.: Q38020019 Status: Bescheid Stand der BDA-Liste: 2025-06-30 Name: Bürgerhaus GstNr.: .329 Salzburger Vorstadt 21 (Braunau am Inn) |
| ja   | Datei hochladen | Bürgerhaus HERIS-ID: 46227 Objekt-ID: 47949 | Salzburger Vorstadt 22 Standort KG: Braunau am Inn      | | BDA-Hist.: Q38020028 Status: Bescheid Stand der BDA-Liste: 2025-06-30 Name: Bürgerhaus GstNr.: .314 Salzburger Vorstadt 22 (Braunau am Inn) |
| ja   | Datei hochladen | Bürgerhaus HERIS-ID: 46228 Objekt-ID: 47950 | Salzburger Vorstadt 23 Standort KG: Braunau am Inn      | | BDA-Hist.: Q38020045 Status: Bescheid Stand der BDA-Liste: 2025-06-30 Name: Bürgerhaus GstNr.: .330 Salzburger Vorstadt 23 (Braunau am Inn) |
| ja   | Datei hochladen | Bürgerhaus HERIS-ID: 46230 Objekt-ID: 47952 | Salzburger Vorstadt 24 Standort KG: Braunau am Inn      | | BDA-Hist.: Q38020065 Status: Bescheid Stand der BDA-Liste: 2025-06-30 Name: Bürgerhaus GstNr.: .313/1 Salzburger Vorstadt 24 (Braunau am Inn) |
| ja   | Datei hochladen | Preysingerhaus HERIS-ID: 46229 Objekt-ID: 47951 | Salzburger Vorstadt 30 Standort KG: Braunau am Inn      | | BDA-Hist.: Q38020055 Status: Bescheid Stand der BDA-Liste: 2025-06-30 Name: Preysingerhaus GstNr.: .310 Salzburger Vorstadt 30 (Braunau am Inn) |
| ja   | Datei hochladen | Bürgerhaus HERIS-ID: 46231 Objekt-ID: 47953 | Salzburger Vorstadt 32 Standort KG: Braunau am Inn      | | BDA-Hist.: Q38020077 Status: Bescheid Stand der BDA-Liste: 2025-06-30 Name: Bürgerhaus GstNr.: .309 Salzburger Vorstadt 32 (Braunau am Inn) |
| ja   | Datei hochladen | Bürgerhaus HERIS-ID: 46232 Objekt-ID: 47954 | Salzburger Vorstadt 34 Standort KG: Braunau am Inn      | | BDA-Hist.: Q38020085 Status: Bescheid Stand der BDA-Liste: 2025-06-30 Name: Bürgerhaus GstNr.: .308/1 Salzburger Vorstadt 34 (Braunau am Inn) |
| ja   | Datei hochladen | ehem. Wirts- und Wohnhaus, Haus Scharfes Eck HERIS-ID: 46233 Objekt-ID: 47955 | Salzburger Vorstadt 36 Standort KG: Braunau am Inn      | Das ehemalige Wirts- und Wohnhaus „Scharfes Eck“ ist Teil eines städtebaulich bedeutenden Ensembles in prägnanter Lage. In den 1990er-Jahren war das Gebäude devastiert und stand leer, wodurch eine baustatische Neukonzeption erforderlich wurde. Zahlreiche Bauteile, insbesondere Decken und Zwischenwände, waren eingestürzt oder einsturzgefährdet. Nach einer umfassenden Bauuntersuchung wurde das Adaptierungsprojekt angepasst, um einen denkmalpflegerischen Kompromiss zu ermöglichen. Dabei lag ein besonderes Augenmerk auf der Erhaltung der markant verformten Außenmauern. | BDA-Hist.: Q38020096 Status: Bescheid Stand der BDA-Liste: 2025-06-30 Name: ehem. Wirts- und Wohnhaus, Haus Scharfes Eck GstNr.: .307/1 Salzburger Vorstadt 36 (Braunau am Inn) |
| ja   | Datei hochladen | Mauern, Teil der mittelalterlichen Stadtbefestigung HERIS-ID: 37704 Objekt-ID: 36924 | Schleifmühlgasse 2 Standort KG: Braunau am Inn          | Die erhaltenen Festungsmauern entlang der Enknach und des Inns wurden im 17. Jahrhundert errichtet. | BDA-Hist.: Q37976885 Status: Bescheid Stand der BDA-Liste: 2025-06-30 Name: Mauern, Teil d. ma. Stadtbefestigung GstNr.: 19/1 City wall of Braunau am Inn |
| ja   | Datei hochladen | Mauern, Teil der mittelalterlichen Stadtbefestigung HERIS-ID: 37705 Objekt-ID: 36925 | Schleifmühlgasse 4 Standort KG: Braunau am Inn          | Die erhaltenen Festungsmauern entlang der Enknach und des Inns wurden im 17. Jahrhundert errichtet. | BDA-Hist.: Q37976893 Status: Bescheid Stand der BDA-Liste: 2025-06-30 Name: Mauern, Teil d. ma. Stadtbefestigung GstNr.: 28/1 City wall of Braunau am Inn |
| ja   | Datei hochladen | Mauern, Teil der mittelalterlichen Stadtbefestigung HERIS-ID: 37706 Objekt-ID: 36926 | Schleifmühlgasse 6 Standort KG: Braunau am Inn          | Die erhaltenen Festungsmauern entlang der Enknach und des Inns wurden im 17. Jahrhundert errichtet. | BDA-Hist.: Q37976904 Status: Bescheid Stand der BDA-Liste: 2025-06-30 Name: Mauern, Teil d. ma. Stadtbefestigung GstNr.: 28/2 City wall of Braunau am Inn |
| ja   | Datei hochladen | Bezirksgericht HERIS-ID: 41297 Objekt-ID: 41775 | Stadtplatz 1 Standort KG: Braunau am Inn                | Auch bekannt unter „Vequel-“ oder „Paumgartensches Freihaus“ war früher mit der niederen Gerichtsbarkeit und der Schlüsselgewalt über das Inntor verbunden und ist heute Sitz des Bezirksgerichtes. | BDA-Hist.: Q37999514 Status: Bescheid Stand der BDA-Liste: 2025-06-30 Name: Bezirksgericht GstNr.: .3 Stadtplatz 1 (Braunau am Inn) |
| ja   | Datei hochladen | Bürgerhaus HERIS-ID: 41298 Objekt-ID: 41776 | Stadtplatz 2 Standort KG: Braunau am Inn                | Das barocke Bürgerhaus am Stadtplatz 2 verfügt unter anderem über einen saalartigen Raum mit barocker Stuckdecke im Hinterhaus. | BDA-Hist.: Q37999530 Status: Bescheid Stand der BDA-Liste: 2025-06-30 Name: Bürgerhaus GstNr.: .4 |
| ja   | Datei hochladen | Mauern, Teil der mittelalterlichen Stadtbefestigung HERIS-ID: 37707 Objekt-ID: 36927 | Stadtplatz 2 Standort KG: Braunau am Inn                | Die erhaltenen Festungsmauern entlang der Enknach und des Inns wurden im 17. Jahrhundert errichtet. | BDA-Hist.: Q37976916 Status: Bescheid Stand der BDA-Liste: 2025-06-30 Name: Mauern, Teil d. ma. Stadtbefestigung GstNr.: 1/2 City wall of Braunau am Inn |
| ja   | Datei hochladen | Gasthaus zum Schiff HERIS-ID: 41299 Objekt-ID: 41777 | Stadtplatz 3 Standort KG: Braunau am Inn                | | BDA-Hist.: Q37999547 Status: Bescheid Stand der BDA-Liste: 2025-06-30 Name: Gasthaus zum Schiff GstNr.: .5/1 Stadtplatz 3 (Braunau am Inn) |
| ja   | Datei hochladen | Mauern, Teil der mittelalterlichen Stadtbefestigung HERIS-ID: 37708 Objekt-ID: 36928 | Stadtplatz 3 Standort KG: Braunau am Inn                | Die erhaltenen Festungsmauern entlang der Enknach und des Inns wurden im 17. Jahrhundert errichtet. | BDA-Hist.: Q37976925 Status: Bescheid Stand der BDA-Liste: 2025-06-30 Name: Mauern, Teil d. ma. Stadtbefestigung GstNr.: 2/1 City wall of Braunau am Inn |
| ja   | Datei hochladen | Bürgerhaus HERIS-ID: 41300 Objekt-ID: 41778 | Stadtplatz 4 Standort KG: Braunau am Inn                | | BDA-Hist.: Q37999564 Status: Bescheid Stand der BDA-Liste: 2025-06-30 Name: Bürgerhaus GstNr.: .6/1, .6/2, .7 |
| ja   | Datei hochladen | Mauern, Teil der mittelalterlichen Stadtbefestigung HERIS-ID: 37709 Objekt-ID: 36929 | Stadtplatz 4 Standort KG: Braunau am Inn                | Die erhaltenen Festungsmauern entlang der Enknach und des Inns wurden im 17. Jahrhundert errichtet. | BDA-Hist.: Q37976935 Status: Bescheid Stand der BDA-Liste: 2025-06-30 Name: Mauern, Teil d. ma. Stadtbefestigung GstNr.: 2/2, 2/3 City wall of Braunau am Inn |
| ja   | Datei hochladen | Bürgerhaus HERIS-ID: 41301 Objekt-ID: 41779 | Stadtplatz 5 Standort KG: Braunau am Inn                | | BDA-Hist.: Q37999574 Status: Bescheid Stand der BDA-Liste: 2025-06-30 Name: Bürgerhaus GstNr.: .8 |
| ja   | Datei hochladen | Bürgerhaus HERIS-ID: 37710 Objekt-ID: 36930 | Stadtplatz 6 Standort KG: Braunau am Inn                | Bekannt unter dem Namen „Schiffmeister-Haus“. Oftmals stiegen Bayernherzöge bei ihren Stadtvisiten in diesem Haus ab. | BDA-Hist.: Q37976944 Status: Bescheid Stand der BDA-Liste: 2025-06-30 Name: Bürgerhaus GstNr.: .9/1 |
| ja   | Datei hochladen | Mauern, Teil der mittelalterlichen Stadtbefestigung HERIS-ID: 37711 Objekt-ID: 36931 | Stadtplatz 6, 7 Standort KG: Braunau am Inn             | Die erhaltenen Festungsmauern entlang der Enknach und des Inns wurden im 17. Jahrhundert errichtet. | BDA-Hist.: Q37976953 Status: Bescheid Stand der BDA-Liste: 2025-06-30 Name: Mauern, Teil d. ma. Stadtbefestigung GstNr.: 3/1 |
| ja   | Datei hochladen | Bürgerhaus, Ehemalige Brauerei HERIS-ID: 41302 Objekt-ID: 41780 | Stadtplatz 7 Standort KG: Braunau am Inn                | | BDA-Hist.: Q37999587 Status: Bescheid Stand der BDA-Liste: 2025-06-30 Name: Bürgerhaus, Ehemalige Brauerei GstNr.: .10 |
| ja   | Datei hochladen | Bürgerhaus HERIS-ID: 41303 Objekt-ID: 41781 | Stadtplatz 9 Standort KG: Braunau am Inn                | | BDA-Hist.: Q37999599 Status: Bescheid Stand der BDA-Liste: 2025-06-30 Name: Bürgerhaus GstNr.: .13 Stadtplatz 9 (Braunau am Inn) |
| ja   | Datei hochladen | Hotel Post HERIS-ID: 41304 Objekt-ID: 41782 | Stadtplatz 10 Standort KG: Braunau am Inn               | | BDA-Hist.: Q37999610 Status: Bescheid Stand der BDA-Liste: 2025-06-30 Name: Hotel Post GstNr.: .17 Stadtplatz 10 (Braunau am Inn) |
| ja   | Datei hochladen | Bürgerhaus HERIS-ID: 41305 Objekt-ID: 41783 | Stadtplatz 11 Standort KG: Braunau am Inn               | | BDA-Hist.: Q37999621 Status: Bescheid Stand der BDA-Liste: 2025-06-30 Name: Bürgerhaus GstNr.: .18 Stadtplatz 11 (Braunau am Inn) |
| ja   | Datei hochladen | Bürgerhaus HERIS-ID: 41306 Objekt-ID: 41784 | Stadtplatz 12 Standort KG: Braunau am Inn               | | BDA-Hist.: Q37999633 Status: Bescheid Stand der BDA-Liste: 2025-06-30 Name: Bürgerhaus GstNr.: .19/1 Stadtplatz 12 (Braunau am Inn) |
| ja   | Datei hochladen | Bürgerhaus HERIS-ID: 37712 Objekt-ID: 36932 | Stadtplatz 13 Standort KG: Braunau am Inn               | Das spätgotische Bürgerhaus am Stadtplatz 13 wurde zwar im Laufe der Zeit barock überformt, birgt aber im Inneren noch zahlreiche Zeugnisse spätmittelalterlicher Baukunst, darunter ein Kamin, Rippengewölbe, Türen mit Spitzbögen, Ziegelpflaster und Leistenpfostenfenster mit Originalverglasung. | BDA-Hist.: Q37976961 Status: Bescheid Stand der BDA-Liste: 2025-06-30 Name: Bürgerhaus GstNr.: .20, .21 |
| ja   | Datei hochladen | Bürgerhaus HERIS-ID: 41307 Objekt-ID: 41785 | Stadtplatz 14 Standort KG: Braunau am Inn               | | BDA-Hist.: Q37999645 Status: Bescheid Stand der BDA-Liste: 2025-06-30 Name: Bürgerhaus GstNr.: .25/1 Stadtplatz 14 (Braunau am Inn) |
| ja   | Datei hochladen | Bürgerhaus HERIS-ID: 41308 Objekt-ID: 41786 | Stadtplatz 15 Standort KG: Braunau am Inn               | | BDA-Hist.: Q37999656 Status: Bescheid Stand der BDA-Liste: 2025-06-30 Name: Bürgerhaus GstNr.: .26 Stadtplatz 15 (Braunau am Inn) |
| ja   | Datei hochladen | Bürgerhaus HERIS-ID: 41309 Objekt-ID: 41787 | Stadtplatz 16 Standort KG: Braunau am Inn               | | BDA-Hist.: Q37999665 Status: Bescheid Stand der BDA-Liste: 2025-06-30 Name: Bürgerhaus GstNr.: .28 Stadtplatz 16 (Braunau am Inn) |
| ja   | Datei hochladen | Bürgerhaus HERIS-ID: 41310 Objekt-ID: 41788 | Stadtplatz 17 Standort KG: Braunau am Inn               | | BDA-Hist.: Q37999677 Status: Bescheid Stand der BDA-Liste: 2025-06-30 Name: Bürgerhaus GstNr.: .27, .29 Stadtplatz 17 (Braunau am Inn) |
| ja   | Datei hochladen | Bürgerhaus HERIS-ID: 37713 Objekt-ID: 36933 | Stadtplatz 18 Standort KG: Braunau am Inn               | | BDA-Hist.: Q37976972 Status: Bescheid Stand der BDA-Liste: 2025-06-30 Name: Bürgerhaus GstNr.: .32 Stadtplatz 18 (Braunau am Inn) |
| ja   | Datei hochladen | Bürgerhaus HERIS-ID: 41311 Objekt-ID: 41789 | Stadtplatz 19 Standort KG: Braunau am Inn               | | BDA-Hist.: Q37999686 Status: Bescheid Stand der BDA-Liste: 2025-06-30 Name: Bürgerhaus GstNr.: .33 Stadtplatz 19 (Braunau am Inn) |
| ja   | Datei hochladen | Bürgerhaus HERIS-ID: 41312 Objekt-ID: 41790 | Stadtplatz 20 Standort KG: Braunau am Inn               | | BDA-Hist.: Q37999705 Status: Bescheid Stand der BDA-Liste: 2025-06-30 Name: Bürgerhaus GstNr.: .34 Stadtplatz 20 (Braunau am Inn) |
| ja   | Datei hochladen | Stadtbrunnen, sog. Fischbrunnen HERIS-ID: 41336 Objekt-ID: 41814 | bei Stadtplatz 20 Standort KG: Braunau am Inn           | Der Brunnen wurde 1684 errichtet. Aus dem achteckigen Marmorbecken erhebt sich eine Säule, die neben Ornamenten auch die Wappen Bayerns und der Stadt Braunau trägt. Als Bekrönung dient eine lebensgroße, segnende Christusfigur. | BDA-Hist.: Q37999981 Status: Bescheid Stand der BDA-Liste: 2025-06-30 Name: Stadtbrunnen, sog. Fischbrunnen GstNr.: 406/10 Stadtbrunnen Stadtplatz (Braunau am Inn) |
| ja   | Datei hochladen | Kellerhaus, Köplingerhaus HERIS-ID: 37714 Objekt-ID: 36934 | Stadtplatz 22 Standort KG: Braunau am Inn               | Das sogenannte Keller- oder Köplingerhaus am Stadtplatz 22 verfügt unter anderem über gotische Rippengewölbe. | BDA-Hist.: Q37976984 Status: Bescheid Stand der BDA-Liste: 2025-06-30 Name: Kellerhaus, Köplingerhaus GstNr.: .38 Stadtplatz 22 (Braunau am Inn) |
| ja   | Datei hochladen | Bürgerhaus HERIS-ID: 41313 Objekt-ID: 41791 | Stadtplatz 23 Standort KG: Braunau am Inn               | | BDA-Hist.: Q37999715 Status: Bescheid Stand der BDA-Liste: 2025-06-30 Name: Bürgerhaus GstNr.: .39 Stadtplatz 23 (Braunau am Inn) |
| ja   | Datei hochladen | Bürgerhaus HERIS-ID: 41314 Objekt-ID: 41792 | Stadtplatz 24 Standort KG: Braunau am Inn               | | BDA-Hist.: Q37999724 Status: Bescheid Stand der BDA-Liste: 2025-06-30 Name: Bürgerhaus GstNr.: .41 Stadtplatz 24 (Braunau am Inn) |
| ja   | Datei hochladen | Bürgerhaus HERIS-ID: 41315 Objekt-ID: 41793 | Stadtplatz 25 Standort KG: Braunau am Inn               | | BDA-Hist.: Q37999736 Status: Bescheid Stand der BDA-Liste: 2025-06-30 Name: Bürgerhaus GstNr.: .42/1 Stadtplatz 25 (Braunau am Inn) |
| ja   | Datei hochladen | Bürgerhaus HERIS-ID: 41279 Objekt-ID: 41756 | Stadtplatz 26 Standort KG: Braunau am Inn               | | BDA-Hist.: Q37999283 Status: Bescheid Stand der BDA-Liste: 2025-06-30 Name: Bürgerhaus GstNr.: .43/1 Stadtplatz 26 (Braunau am Inn) |
| ja   | Datei hochladen | Bürgerhaus, Ehemaliges Hotel Fink HERIS-ID: 41316 Objekt-ID: 41794 | Stadtplatz 27 Standort KG: Braunau am Inn               | Das ehemalige Hotel Fink ist ein barocker Bau, der direkt an den Salzburger Torturm anschließt. | BDA-Hist.: Q37999747 Status: Bescheid Stand der BDA-Liste: 2025-06-30 Name: Bürgerhaus, Ehemaliges Hotel Fink GstNr.: .87/2 Stadtplatz 27 (Braunau am Inn) |
| ja   | Datei hochladen | Stadttorturm, Salzburger Tor HERIS-ID: 41317 Objekt-ID: 41795 | Stadtplatz 28 Standort KG: Braunau am Inn               | Der Turm umschließt das Salzburger Tor und wurde mehrfach umgebaut. 1878 erhielt er einen neogotischen Abschluss mit Keildach, das aber 1940 wieder entfernt wurde | BDA-Hist.: Q37999759 Status: Bescheid Stand der BDA-Liste: 2025-06-30 Name: Stadttorturm, Salzburger Tor GstNr.: .88 Stadtplatz 28 (Braunau am Inn) |
| ja   | Datei hochladen | Bürgerhaus HERIS-ID: 41318 Objekt-ID: 41796 | Stadtplatz 29 Standort KG: Braunau am Inn               | | BDA-Hist.: Q37999771 Status: Bescheid Stand der BDA-Liste: 2025-06-30 Name: Bürgerhaus GstNr.: .89 Stadtplatz 29 (Braunau am Inn) |
| ja   | Datei hochladen | Stadt-, Bürger- u. Arrestantenturm HERIS-ID: 41319 Objekt-ID: 41797 | Stadtplatz 31 Standort KG: Braunau am Inn               | Dieses Gebäude am oberen Stadtplatz gilt als das älteste erhaltene Bauwerk der Stadt und stammt aus der Zeit der Stadtgründung. Der quadratische Turm mit hohem Zeltdach wird als Bürgerturm oder Arrestantenturm bezeichnet und hatte ursprünglich die Funktion eines Wachturms. Der Zugang zum Obergeschoß erfolgt über eine außen angebrachte, ursprünglich nicht überdachte Treppe. Das Erdgeschoß war mit Steinen und Erde aufgefüllt. Aufgrund seiner zurückversetzten Lage und der massiven Steinbauweise überstand das Gebäude den Stadtbrand von 1380. | BDA-Hist.: Q37999780 Status: Bescheid Stand der BDA-Liste: 2025-06-30 Name: Stadt-, Bürger- u. Arrestantenturm GstNr.: .92 Stadtplatz 31 (Braunau am Inn) |
| ja   | Datei hochladen | Gnändigerhaus HERIS-ID: 37715 Objekt-ID: 36935 | Stadtplatz 32 Standort KG: Braunau am Inn               | Das sogenannte Gnändigerhaus am Stadtplatz 32 verfügt unter anderem über gotische Gewölberippen, die 1968 freigelegt wurden. | BDA-Hist.: Q37976994 Status: Bescheid Stand der BDA-Liste: 2025-06-30 Name: Gnändigerhaus GstNr.: .93/1 Stadtplatz 32 (Braunau am Inn) |
| ja   | Datei hochladen | Bürgerhaus, Ehemalige Mädchenvolksschule HERIS-ID: 41320 Objekt-ID: 41798 | Stadtplatz 33 Standort KG: Braunau am Inn               | Das im Kern spätgotische Bürgerhaus wurde in den 1990er-Jahren umfassend renoviert. Trotz umfangreicher Eingriffe in das Fundament und den Erdgeschoßbereich konnten bedeutende Bauteile wie Stiegenhäuser, gewölbte Gänge und ehemalige Küchen weitgehend unverändert erhalten werden. Eine barocke Stuckdecke im grabenseitigen Hinterhaus wurde um etwa 50 cm abgesenkt, ohne Schaden zu nehmen. Bei der Aufdopplung des steilen Satteldaches wurden Knaggen und Bundwerk sowie die in der Raummitte freistehende Sanitärgruppe sichtbar belassen. Zu den weiteren Merkmalen des Gebäudes zählen freigelegte spätgotische Mauerwerksverbände, ein spätgotischer Stiegenaufgang und ein reich geschnitztes, zweiflügeliges Haustor aus der Barockzeit. | BDA-Hist.: Q37999789 Status: Bescheid Stand der BDA-Liste: 2025-06-30 Name: Bürgerhaus, Ehemalige Mädchenvolksschule GstNr.: .94 |
| ja   | Datei hochladen | Bürgerhaus HERIS-ID: 37716 Objekt-ID: 36936 | Stadtplatz 34 Standort KG: Braunau am Inn               | Bekannt unter dem Namen „Schüdlhaus“. Sowohl Napoleon als auch der bayerische König Maximilian I. Joseph und dessen Sohn Kronprinz Ludwig wohnten in diesem Haus während ihrer Aufenthalte in der Stadt. | BDA-Hist.: Q37977005 Status: Bescheid Stand der BDA-Liste: 2025-06-30 Name: Bürgerhaus GstNr.: .95 |
| ja   | Datei hochladen | Rathaus HERIS-ID: 41321 Objekt-ID: 41799 | Stadtplatz 38 Standort KG: Braunau am Inn               | Das alte Rathaus wurde am 28. März 1874 durch einen Brand völlig zerstört. Vom Braunauer Baumeister Anton Danna wurde nach den Plänen des Salzburger Architekten Professor Johann Schuhbauer ein neues Rathaus errichtet. Zur Eröffnung am 30. Juni 1903 kam Kaiser Franz Joseph I. persönlich in die Stadt. Während des Ersten Weltkrieges war es ein Kriegsgefangenenlager | BDA-Hist.: Q37999794 Status: Bescheid Stand der BDA-Liste: 2025-06-30 Name: Rathaus GstNr.: .102/1 Stadtplatz 38 (Braunau am Inn) |
| ja   | Datei hochladen | Bürgerhaus HERIS-ID: 37717 Objekt-ID: 36937 | Stadtplatz 41 Standort KG: Braunau am Inn               | Das Bürgerhaus am Stadtplatz 41 wurde im 15./16. Jahrhundert errichtet und ab 1764 mit dem linken Nachbarhaus zusammengeführt. Besonders im Erdgeschoß sind bedeutende spätgotische Bauelemente erhalten, darunter Kreuzrippen- und Tonnengewölbe sowie eine großzügige, gewölbte Säulenhalle. Die zuletzt leerstehenden und stark sanierungsbedürftigen Räume wurden im frühen 21. Jahrhundert restauriert und für eine gewerbliche Nutzung adaptiert. Durch das Entfernen nachträglicher Einbauten wurden die ursprünglichen Raumstrukturen wieder deutlich erkennbar gemacht. Im Zuge der Renovierungsarbeiten wurden sowohl das historische Portal als auch das großflächige, mehrteilige Kastenfenster an der hofseitigen Rückwand instand gesetzt und in das Sanierungskonzept integriert. | BDA-Hist.: Q37977015 Status: Bescheid Stand der BDA-Liste: 2025-06-30 Name: Bürgerhaus GstNr.: .103, .104 |
| ja   | Datei hochladen | Bürgerhaus HERIS-ID: 41322 Objekt-ID: 41800 | Stadtplatz 42 Standort KG: Braunau am Inn               | Das „Streckenreif-“ oder „Apothekerhaus“ gehörte früher reichen Tuchmachern | BDA-Hist.: Q37999811 Status: Bescheid Stand der BDA-Liste: 2025-06-30 Name: Bürgerhaus GstNr.: .107 |
| ja   | Datei hochladen | Bürgerhaus HERIS-ID: 41323 Objekt-ID: 41801 | Stadtplatz 45 Standort KG: Braunau am Inn               | | BDA-Hist.: Q37999822 Status: Bescheid Stand der BDA-Liste: 2025-06-30 Name: Bürgerhaus GstNr.: .112/1 |
| ja   | Datei hochladen | Bürgerhaus HERIS-ID: 41324 Objekt-ID: 41802 | Stadtplatz 46 Standort KG: Braunau am Inn               | | BDA-Hist.: Q37999833 Status: Bescheid Stand der BDA-Liste: 2025-06-30 Name: Bürgerhaus GstNr.: .113 |
| ja   | Datei hochladen | Bürgerhaus HERIS-ID: 41325 Objekt-ID: 41803 | Stadtplatz 47 Standort KG: Braunau am Inn               | | BDA-Hist.: Q37999845 Status: Bescheid Stand der BDA-Liste: 2025-06-30 Name: Bürgerhaus GstNr.: .115 |
| ja   | Datei hochladen | Bürgerhaus, Ehemaliger Braugasthof Stöger HERIS-ID: 41326 Objekt-ID: 41804 | Stadtplatz 50 Standort KG: Braunau am Inn               | | BDA-Hist.: Q37999856 Status: Bescheid Stand der BDA-Liste: 2025-06-30 Name: Bürgerhaus, Ehemaliger Braugasthof Stöger GstNr.: .119 |
| ja   | Datei hochladen | Bürgerhaus HERIS-ID: 41327 Objekt-ID: 41805 | Stadtplatz 51 Standort KG: Braunau am Inn               | | BDA-Hist.: Q37999864 Status: Bescheid Stand der BDA-Liste: 2025-06-30 Name: Bürgerhaus GstNr.: .123 |
| ja   | Datei hochladen | Bürgerhaus HERIS-ID: 41328 Objekt-ID: 41806 | Stadtplatz 52 Standort KG: Braunau am Inn               | Das Bürgerhaus am Stadtplatz 52 verfügt unter anderem über gotische Rippengewölbe. | BDA-Hist.: Q37999877 Status: Bescheid Stand der BDA-Liste: 2025-06-30 Name: Bürgerhaus GstNr.: .124 |
| ja   | Datei hochladen | Bürgerhaus HERIS-ID: 41329 Objekt-ID: 41807 | Stadtplatz 53 Standort KG: Braunau am Inn               | | BDA-Hist.: Q37999888 Status: Bescheid Stand der BDA-Liste: 2025-06-30 Name: Bürgerhaus GstNr.: .125 |
| ja   | Datei hochladen | Bürgerhaus HERIS-ID: 41330 Objekt-ID: 41808 | Stadtplatz 54 Standort KG: Braunau am Inn               | | BDA-Hist.: Q37999901 Status: Bescheid Stand der BDA-Liste: 2025-06-30 Name: Bürgerhaus GstNr.: .126 |
| ja   | Datei hochladen | Bürgerhaus HERIS-ID: 41331 Objekt-ID: 41809 | Stadtplatz 55 Standort KG: Braunau am Inn               | | BDA-Hist.: Q37999913 Status: Bescheid Stand der BDA-Liste: 2025-06-30 Name: Bürgerhaus GstNr.: .127 |
| ja   | Datei hochladen | Bürgerhaus HERIS-ID: 41332 Objekt-ID: 41810 | Stadtplatz 56 Standort KG: Braunau am Inn               | | BDA-Hist.: Q37999934 Status: Bescheid Stand der BDA-Liste: 2025-06-30 Name: Bürgerhaus GstNr.: .128, .129 |
| ja   | Datei hochladen | Bürgerhaus HERIS-ID: 41333 Objekt-ID: 41811 | Stadtplatz 57 Standort KG: Braunau am Inn               | Das dreiachsige Bürgerhaus am Stadtplatz 57 ist ein spätgotischer Bau, der unter anderem über ein 18 Meter langes Tonnengewölbe im Erdgeschoß verfügt. | BDA-Hist.: Q37999953 Status: Bescheid Stand der BDA-Liste: 2025-06-30 Name: Bürgerhaus GstNr.: .130/2 |
| ja   | Datei hochladen | Bürgerhaus HERIS-ID: 41334 Objekt-ID: 41812 | Stadtplatz 58 Standort KG: Braunau am Inn               | | BDA-Hist.: Q37999961 Status: Bescheid Stand der BDA-Liste: 2025-06-30 Name: Bürgerhaus GstNr.: .131 |
| ja   | Datei hochladen | Bürgerhaus HERIS-ID: 41335 Objekt-ID: 41813 | Stadtplatz 59 Standort KG: Braunau am Inn               | | BDA-Hist.: Q37999971 Status: Bescheid Stand der BDA-Liste: 2025-06-30 Name: Bürgerhaus GstNr.: .132 |
| ja   | Datei hochladen | Schnaitl-Keller, Ehemaliges Gasthaus Stechl-Bräu HERIS-ID: 56481 Objekt-ID: 65940 | Theatergasse 1 Standort KG: Braunau am Inn              | | BDA-Hist.: Q38072705 Status: Bescheid Stand der BDA-Liste: 2025-06-30 Name: Schnaitl-Keller, Ehemaliges Gasthaus Stechl-Bräu GstNr.: .138 Schnaitl-Keller (Braunau am Inn) |
| ja   | Datei hochladen | Mauern, Teil der mittelalterlichen Stadtbefestigung HERIS-ID: 37718 Objekt-ID: 36938 | Theatergasse 1-3 Standort KG: Braunau am Inn            | Die erhaltenen Festungsmauern entlang der Enknach und des Inns wurden im 17. Jahrhundert errichtet. | BDA-Hist.: Q37977025 Status: Bescheid Stand der BDA-Liste: 2025-06-30 Name: Mauern, Teil d. ma. Stadtbefestigung GstNr.: 130, 131/2, .138 City wall of Braunau am Inn |
| ja   | Datei hochladen | Mauern, Teil der mittelalterlichen Stadtbefestigung HERIS-ID: 37719 Objekt-ID: 36939 | bei Theatergasse 5 Standort KG: Braunau am Inn          | Die erhaltenen Festungsmauern entlang der Enknach und des Inns wurden im 17. Jahrhundert errichtet. Anmerkung: Koordinaten ungenau; Lokalaugenschein nötig | BDA-Hist.: Q37977035 Status: Bescheid Stand der BDA-Liste: 2025-06-30 Name: Mauern, Teil d. ma. Stadtbefestigung GstNr.: 131/1 City wall of Braunau am Inn |
| ja   | Datei hochladen | Theater, Ehemalige Kapuzinerkirche HERIS-ID: 91377 Objekt-ID: 106138 | Theatergasse 7 Standort KG: Braunau am Inn              | Die ehemalige Kapuzinerkirche wurde in den Jahren 1621 bis 1624 errichtet und von Kaiser Joseph II. aufgehoben. Danach wurde das Stadttheater darin untergebracht. | BDA-Hist.: Q37754798 Status: § 2a Stand der BDA-Liste: 2025-06-30 Name: Theater, Ehemalige Kapuzinerkirche GstNr.: .148 Stadttheater Braunau |
| ja   | Datei hochladen | Landesmusikschule, Ehemaliger kurfürstlicher Magazinstadel HERIS-ID: 37721 Objekt-ID: 36941 | Theatergasse 8 Standort KG: Braunau am Inn              | Der ehemalige kurfürstliche Magazinstadel ist ein viergeschoßiges Gebäude mit quadergerahmten Fenstern und einem hohen Giebeldach. Er wurde 1647 unter Herzog und Kurfürst Maximilian I. von Bayern fertiggestellt. Nach einer Renovierung im Jahr 1985 wurde das Gebäude bis 2012/2013 von der Landesmusikschule genutzt. | BDA-Hist.: Q37977056 Status: Bescheid Stand der BDA-Liste: 2025-06-30 Name: Landesmusikschule, Ehemaliger kurfürstlicher Magazinstadel GstNr.: .120/2 Landesmusikschule Braunau |
| ja   | Datei hochladen | Evang. Pfarrkirche A.B., sog. Dankbarkeitskirche (ehem. Schüttkasten) und Küsterhaus HERIS-ID: 94406 Objekt-ID: 109560 | Theatergasse 13 Standort KG: Braunau am Inn             | Das Gebäude war ursprünglich ein Getreidespeicher des Kapuzinerklosters, den der Kaufmann Jakob Schönthaler erwarb und zu einer evangelischen Kirche umbauen ließ. Kirchweihe im Jahr 1866. Das Kupferportal stammt von der Braunauer Künstlerin Resl Schröder-Lechner. | BDA-Hist.: Q37764336 Status: § 2a Stand der BDA-Liste: 2025-06-30 Name: Evang. Pfarrkirche A.B., sog. Dankbarkeitskirche (ehem. Schüttkasten) und Küsterhaus GstNr.: .153, .152 Evangelische Pfarrkirche Braunau am Inn |
| ja   | Datei hochladen | Stadtbefestigung inkl. Gräben und Reste ehem. Befestigungsbauten HERIS-ID: 99912 Objekt-ID: 116088 | Standort KG: Braunau am Inn                             | Im Zuge der Stadtgründung 1260 ordnete Herzog Heinrich XIII. von Bayern den Bau einer Burg und einer ersten Befestigung mit Wehrgang an. Nach dem Stadtbrand von 1380 wurde Braunau unter Herzog Stephan III. neu aufgebaut. 1620 erfolgte eine Erweiterung der Stadtbefestigung, bevor zwischen 1672 und 1676 eine Modernisierung nach französischem Vorbild mit Bastionen stattfand. Während der Napoleonischen Kriege wurde Braunau mehrfach von französischen Truppen besetzt, 1808 begann die Schleifung der Festungsmauern. Erhalten sind jedoch die um 1620 errichteten Mauern entlang von Inn und Enknach, die beim bastionären Ausbau verstärkt wurden und aus statischen Gründen nicht abgetragen werden konnten. Zudem bestehen noch der Stadttorturm, der das Salzburger Tor umschließt, sowie das Wassertor. Anmerkung: Großflächig                                                                                                | BDA-Hist.: Q37774982 Status: § 2a Stand der BDA-Liste: 2025-06-30 Name: Stadtbefestigung inkl. Gräben und Reste ehem. Befestigungsbauten GstNr.: 5, 11/2, 14/1, 129/1, 406/1, 406/13, 406/6, 23/7, 23/9, 23/8, 32/1, 33/4, 33/5, 125/1, 125/3, 186/2, 187/3, 202, .374/1, 406/21, 403/5, 33/1, 34/5, 85, 86/1, 403/2, 403/3, 403/4, 116, 797, 91, 103/1 City wall of Braunau am Inn |
| ja   | Datei hochladen | Flur-/Wegkapelle hl. Johannes Nepomuk HERIS-ID: 91389 Objekt-ID: 106152 | Standort KG: Braunau am Inn                             | Die barocke Kapelle wurde um 1740 errichtet und dem Johannes Nepomuk geweiht. | BDA-Hist.: Q37754838 Status: § 2a Stand der BDA-Liste: 2025-06-30 Name: Flur-/Wegkapelle hl. Johannes Nepomuk GstNr.: 86/3 Nepomukkapelle (Braunau am Inn) |
| ja   | Datei hochladen | Bürgerhaus HERIS-ID: 41296 Objekt-ID: 41774 | Stadtplatz 12, bei Standort KG: Braunau am Inn          | | BDA-Hist.: Q37999498 Status: Bescheid Stand der BDA-Liste: 2025-06-30 Name: Bürgerhaus GstNr.: .19/3 Poststallgasse 7 (Braunau am Inn) |
| ja   | Datei hochladen | Mesnerhaus HERIS-ID: 100046 Objekt-ID: 116252 | Haselbach 9 Standort KG: Osternberg                     | | BDA-Hist.: Q37775293 Status: § 2a Stand der BDA-Liste: 2025-06-30 Name: Mesnerhaus GstNr.: 399 Mesnerhaus Haselbach |
| ja   | Datei hochladen | Kath. Filialkirche hl. Valentin und ehemaliges Friedhofsgelände HERIS-ID: 46861 Objekt-ID: 49141 | Haselbach 9 Standort KG: Osternberg                     | Eine Kirche wurde 1299 urkundlich genannt. Die gotische Kirche wurde im 15. Jahrhundert erweitert. Beim ursprünglich zweischiffigen Langhaus wurden 1690 die Pfeiler entfernt und 1774 ein neues Gewölbe eingesetzt. Aufgrund heftiger Regenfälle vom 31. Mai bis 1. Juni 2016 – siehe dazu Simbach am Inn – kam es zu einer Absenkung des Chores um 3 cm, daraufhin wurde die Kirche unmittelbar baulich gesichert und 2017 generalsaniert. | BDA-Hist.: Q21853375 Status: § 2a Stand der BDA-Liste: 2025-06-30 Name: Kath. Filialkirche hl. Valentin und ehemaliges Friedhofsgelände GstNr.: 399, 401, 402, .31 Filialkirche hl. Valentin (Haselbach) |
| ja   | Datei hochladen | Kapelle hl. Valentin und sog. Augenbründl HERIS-ID: 100322 Objekt-ID: 116545 | Standort KG: Osternberg                                 | | BDA-Hist.: Q37775864 Status: § 2a Stand der BDA-Liste: 2025-06-30 Name: Kapelle hl. Valentin und sog. Augenbründl GstNr.: 405 Kapelle hl. Valentin (Haselbach) |
| ja   | Datei hochladen | Flur-/Wegkapelle HERIS-ID: 100363 Objekt-ID: 116587 | Benno Maier-Straße Standort KG: Ranshofen               | | BDA-Hist.: Q37784177 Status: § 2a Stand der BDA-Liste: 2025-06-30 Name: Flur-/Wegkapelle GstNr.: .373 Ranshofen Kapelle |
| ja   | Datei hochladen | Wasserhaus HERIS-ID: 38393 Objekt-ID: 37946 | gegenüber Brühlweg 1 Standort KG: Ranshofen             | | BDA-Hist.: Q37980840 Status: Bescheid Stand der BDA-Liste: 2025-06-30 Name: Wasserhaus GstNr.: .69 Ranshofen Wasserhaus |
| ja   | Datei hochladen | Hügelgräbergruppe Laach-Wasserwerk HERIS-ID: 46882 Objekt-ID: 49178 | Flur Laach Standort KG: Ranshofen                       | | BDA-Hist.: Q38024417 Status: Bescheid Stand der BDA-Liste: 2025-06-30 Name: Hügelgräbergruppe Laach-Wasserwerk GstNr.: 2907/1, 439, 438/1, 437/1, 438/2 |
| ja   | Datei hochladen | Wasserturm HERIS-ID: 38394 Objekt-ID: 37947 | Niederterrasse Standort KG: Ranshofen                   | | BDA-Hist.: Q37980851 Status: Bescheid Stand der BDA-Liste: 2025-06-30 Name: Wasserturm GstNr.: .79 |
| ja   | Datei hochladen | Hofrichterhaus, Alter Pfarrhof HERIS-ID: 38395 Objekt-ID: 37948 | Obere Hofmark 1 Standort KG: Ranshofen                  | | BDA-Hist.: Q37980863 Status: Bescheid Stand der BDA-Liste: 2025-06-30 Name: Hofrichterhaus, Alter Pfarrhof GstNr.: 1439/1 Hofrichterhaus, Ranshofen |
| BW   | Datei hochladen | Hallstattzeitliches Hügelgräberfeld Roith I HERIS-ID: 45201 Objekt-ID: 46120 | Flur Roider Holz Standort KG: Ranshofen                 | Die Grabhügelgruppe Roith I, in den Jahren 1904 bis 1912 durch den Heimatforscher Hugo von Preen dokumentiert, wird der Hallstattkultur zugeordnet. | BDA-Hist.: Q38014170 Status: Bescheid Stand der BDA-Liste: 2025-06-30 Name: Hallstattzeitliches Hügelgräberfeld Roith I GstNr.: 2082 |
| ja   | Datei hochladen | Alte Papiermühle, sog. Engelmühle HERIS-ID: 37720 Objekt-ID: 36940 | Talstraße 30 Standort KG: Ranshofen                     | | BDA-Hist.: Q37977045 Status: Bescheid Stand der BDA-Liste: 2025-06-30 Name: Alte Papiermühle, sog. Engelmühle GstNr.: 19/2 Braunau Papiermühle |
| ja   | Datei hochladen | Römische Villa am Teufelloh HERIS-ID: 46934 Objekt-ID: 49325 | Flur Teufelloh Standort KG: Ranshofen                   | Anmerkung: Standort näherungsweise | BDA-Hist.: Q38024818 Status: Bescheid Stand der BDA-Liste: 2025-06-30 Name: Römische Villa am Teufelloh GstNr.: 2698 |
| ja   | Datei hochladen | Bauernhaus, Bräustidlhaus HERIS-ID: 38396 Objekt-ID: 37949 | Untere Hofmark 37 Standort KG: Ranshofen                | | BDA-Hist.: Q37980871 Status: Bescheid Stand der BDA-Liste: 2025-06-30 Name: Bauernhaus, Bräustidlhaus GstNr.: 1394/1 |
| BW   | Datei hochladen | Wehranlage Unterrothenbuch HERIS-ID: 46796 Objekt-ID: 48992 | Flur Unterrothenbuch Standort KG: Ranshofen             | Die ehemalige Wehranlage zwischen Unterrothenbuch und Roith wird in der Literatur mit den Herren von Rohr in Verbindung gebracht. Das Kernwerk einer Burg wurde durch Ausheben von Gräben aus der Hochterrasse des Inns herausgeschnitten. Allerdings sind lediglich Reste der Hauptburg nachweisbar. Eine Vorburg oder ein Wirtschaftsbereich fehlen, was auf einen vorzeitigen Abbruch der Bauarbeiten hindeutet. | BDA-Hist.: Q38023778 Status: Bescheid Stand der BDA-Liste: 2025-06-30 Name: Wehranlage Unterrothenbuch GstNr.: 2475 |
| ja   | Datei hochladen | Anlage des ehem. Augustiner-Chorherrenklosters Ranshofen: Pfarrkirche (Stiftskirche), „Schlössl“ (Klostertrakte), Meierhof, Friedhof mit Karner, Einfriedungsmauern mit Portalanlagen, Gartenbaudenkmale im ehem. Konventgarten, Reste von Vorgängerbauten HERIS-ID: 100337 Objekt-ID: 116560 | Wertheimerplatz 1 u. a. Standort KG: Ranshofen          | Geschützt sind die Gesamtanlage des Stiftes mit der Stiftskirche und heutigen Pfarrkirche Braunau-Ranshofen, dem „Schlössl“ (Klostertrakte), dem Meierhof, dem Friedhof mit Karner, den Einfriedungsmauern mit den Portalanlagen, die Gartenbaudenkmale im ehemaligen Konventgarten sowie Reste von Vorgängerbauten. Die im frühen 12. Jahrhundert nächst der 898 geweihten Pfalzkapelle hl. Pankratius errichtete Klosteranlage der Augustiner-Chorherren wurde baulich ab 1500 bzw. von 1620 bis 1730 erneuert und ist ein bedeutendes Denkmal frühbarocker Architektur. | BDA-Hist.: Q2348629 Status: § 2a Stand der BDA-Liste: 2025-06-30 Name: Anlage des ehem. Augustiner-Chorherrenklosters Ranshofen: Pfarrkirche (Stiftskirche), „Schlössl“ (Klostertrakte), Meierhof, Friedhof mit Karner, Einfriedungsmauern mit Portalanlagen, Gartenbaudenkmale im ehem. Konventgarten, Reste von Vorgängerbauten GstNr.: .72, .73, 604/1, 601, 602/1, 602/2, .77/4, 520/4, .77/6, 516/2, .77/7, 525/7, .77/8, 525/8, 524/5, 525/2, 525/4, 525/6, 525/9, 525/10, 525/11, 524/2, 600, 524/1, 523/1, 524/4, 520/3, 525/1, 525/5, 519, 520/2, 523/2, 525/12, 525/13, .74, 603, 604/2, 604/3, .77/1, .77/3, .77/5, 516/1, .75/1, .75/3, 525/3, 520/1, 524/3, .75/2, .77/2, 523/3 Stift Ranshofen |
| ja   | Datei hochladen | Brunnen HERIS-ID: 100355 Objekt-ID: 116579 | Standort KG: Ranshofen                                  | | BDA-Hist.: Q37784161 Status: § 2a Stand der BDA-Liste: 2025-06-30 Name: Brunnen GstNr.: 2811/10 Ranshofen Brunnen |